# U-20-Handball-Weltmeisterschaft der Frauen 2024
Die 24. U-20-Handball-Weltmeisterschaft der Frauen wurde vom 19. bis zum 30. Juni 2024 in der nordmazedonischen Hauptstadt Skopje ausgetragen. Der Veranstalter war die Internationale Handballföderation (IHF). Weltmeister wurde Frankreich nach einem 29:26-Sieg im Finale gegen Ungarn.

## Austragungsorte
| Ort             | Halle                            | Kapazität                     | Bild                             |
| --------------- | -------------------------------- | ----------------------------- | -------------------------------- |
| Skopje-Karpoš   | Sportski centar Boris Trajkovski | 8000                          | Sportski centar Boris Trajkovski |
| Skopje-Aerodrom | Sportski centar Jane Sandanski   | 6500 (Halle 1) 1000 (Halle 2) | Sportski centar Jane Sandanski   |

## Turnierverlauf

### Vorrunde
Die Mannschaften einer Vorrundengruppe spielten jeweils einmal gegeneinander. Die Gruppenersten und Gruppenzweiten qualifizierten sich für die Hauptrunde, während die restlichen Mannschaften am President’s Cup teilnahmen.
Mit den erspielten Punkten wurde die Platzierung ermittelt. Bei Punktgleichheit von mehreren Mannschaften war erst der direkte Vergleich für die Platzierung ausschlaggebend, dann die Tordifferenz. Sofern diese ebenfalls identisch war, wurde die Anzahl der erzielten Tore zur Ermittlung der Platzierung herangezogen.
Legende

#### Gruppe A
| Pl. | Land        | Sp. | S | U | N | Tore    | Diff. | Punkte |
| --- | ----------- | --- | - | - | - | ------- | ----- | ------ |
| 1.  | Niederlande | 3   | 3 | 0 | 0 | 095:560 | +39   | 6      |
| 2.  | Rumänien    | 3   | 2 | 0 | 1 | 085:690 | +16   | 4      |
| 3.  | Brasilien   | 3   | 1 | 0 | 2 | 074:800 | −6    | 2      |
| 4.  | Iran        | 3   | 0 | 0 | 3 | 048:970 | −49   | 0      |

| 19. Juni 2024 11:15 Uhr | Rumänien                       | 26:25        | Brasilien                     | Sportski centar Boris Trajkovski, Skopje Zuschauer: 104 Schiedsrichter: R. Thiyagarajah, S. Thiyagarajah |
| 19. Juni 2024 11:15 Uhr | meiste Tore: Alisia Boiciuc 11 | (13:13)      | meiste Tore: Lorenna Loyane 7 | Sportski centar Boris Trajkovski, Skopje Zuschauer: 104 Schiedsrichter: R. Thiyagarajah, S. Thiyagarajah |
| 19. Juni 2024 11:15 Uhr | Strafen: 1× 3×                 | Spielbericht | Strafen: 6×                   | Sportski centar Boris Trajkovski, Skopje Zuschauer: 104 Schiedsrichter: R. Thiyagarajah, S. Thiyagarajah |

| 19. Juni 2024 13:30 Uhr | Niederlande                 | 34:11        | Iran                                     | Sportski centar Boris Trajkovski, Skopje Zuschauer: 80 Schiedsrichter: Mitrović, Vešović |
| 19. Juni 2024 13:30 Uhr | meiste Tore: Maud Horvers 7 | (16:3)       | meiste Tore: Nastaran Koudzarifarahani 6 | Sportski centar Boris Trajkovski, Skopje Zuschauer: 80 Schiedsrichter: Mitrović, Vešović |
| 19. Juni 2024 13:30 Uhr | Strafen: 2×                 | Spielbericht | Strafen: 1×                              | Sportski centar Boris Trajkovski, Skopje Zuschauer: 80 Schiedsrichter: Mitrović, Vešović |

| 20. Juni 2024 15:45 Uhr | Iran                       | 15:33        | Rumänien                                 | Sportski centar Jane Sandanski 1, Skopje Zuschauer: 50 Schiedsrichter: Praštalo, Balvan |
| 20. Juni 2024 15:45 Uhr | meiste Tore: Elahe Nikan 4 | (7:16)       | meiste Tore: Costinela Beatrice Raicea 6 | Sportski centar Jane Sandanski 1, Skopje Zuschauer: 50 Schiedsrichter: Praštalo, Balvan |
| 20. Juni 2024 15:45 Uhr | Strafen: 3×                | Spielbericht | Strafen: 3×                              | Sportski centar Jane Sandanski 1, Skopje Zuschauer: 50 Schiedsrichter: Praštalo, Balvan |

| 20. Juni 2024 18:00 Uhr | Niederlande                      | 32:19        | Brasilien                                         | Sportski centar Jane Sandanski 1, Skopje Zuschauer: 100 Schiedsrichter: Sekulić, Jovandić |
| 20. Juni 2024 18:00 Uhr | meiste Tore: Alieke van Maurik 8 | (13:8)       | meiste Tore: Júlia Rodrigues, Lorenna Loyane je 4 | Sportski centar Jane Sandanski 1, Skopje Zuschauer: 100 Schiedsrichter: Sekulić, Jovandić |
| 20. Juni 2024 18:00 Uhr | Strafen: 4×                      | Spielbericht | Strafen: 4×                                       | Sportski centar Jane Sandanski 1, Skopje Zuschauer: 100 Schiedsrichter: Sekulić, Jovandić |

| 22. Juni 2024 13:30 Uhr | Brasilien                                      | 30:22        | Iran                          | Sportski centar Jane Sandanski 1, Skopje Zuschauer: 76 Schiedsrichter: Soria , Pukšić |
| 22. Juni 2024 13:30 Uhr | meiste Tore: Serena Borne, Ana dos Santos je 7 | (11:10)      | meiste Tore: Fatemeh Merikh 9 | Sportski centar Jane Sandanski 1, Skopje Zuschauer: 76 Schiedsrichter: Soria , Pukšić |
| 22. Juni 2024 13:30 Uhr | Strafen: 1×                                    | Spielbericht | Strafen: 4×                   | Sportski centar Jane Sandanski 1, Skopje Zuschauer: 76 Schiedsrichter: Soria , Pukšić |

| 22. Juni 2024 15:45 Uhr | Rumänien                        | 26:29        | Niederlande                                                           | Sportski centar Jane Sandanski 1, Skopje Zuschauer: 66 Schiedsrichter: García, Paolantoni |
| 22. Juni 2024 15:45 Uhr | meiste Tore: Diana Lixăndroiu 6 | (14:16)      | meiste Tore: Judith van der Helm, Daphne Luchies, Loïs van Vliet je 6 | Sportski centar Jane Sandanski 1, Skopje Zuschauer: 66 Schiedsrichter: García, Paolantoni |
| 22. Juni 2024 15:45 Uhr | Strafen: 2×                     | Spielbericht | Strafen: 4×                                                           | Sportski centar Jane Sandanski 1, Skopje Zuschauer: 66 Schiedsrichter: García, Paolantoni |

#### Gruppe B
| Pl. | Land     | Sp. | S | U | N | Tore     | Diff. | Punkte |
| --- | -------- | --- | - | - | - | -------- | ----- | ------ |
| 1.  | Schweiz  | 3   | 3 | 0 | 0 | 0112:590 | +53   | 6      |
| 2.  | Ägypten  | 3   | 2 | 0 | 1 | 073:710  | +2    | 4      |
| 3.  | Tunesien | 3   | 1 | 0 | 2 | 096:870  | +9    | 2      |
| 4.  | Chile    | 3   | 0 | 0 | 3 | 055:1190 | −64   | 0      |

| 19. Juni 2024 10:00 Uhr | Schweiz                                        | 34:26        | Tunesien                         | Sportski centar Jane Sandanski 2, Skopje Schiedsrichter: Sekulić, Jovandić |
| 19. Juni 2024 10:00 Uhr | meiste Tore: Alessia Riner, Sev Albrecht je 10 | (20:11)      | meiste Tore: 3 Spielerinnen je 4 | Sportski centar Jane Sandanski 2, Skopje Schiedsrichter: Sekulić, Jovandić |
| 19. Juni 2024 10:00 Uhr | Strafen: 1×                                    | Spielbericht | Strafen: 4×                      | Sportski centar Jane Sandanski 2, Skopje Schiedsrichter: Sekulić, Jovandić |

| 19. Juni 2024 13:00 Uhr | Ägypten                           | 26:16        | Chile                         | Sportski centar Jane Sandanski 2, Skopje Zuschauer: 35 Schiedsrichter: Pukšič, Satler |
| 19. Juni 2024 13:00 Uhr | meiste Tore: Kenzy Hatem Salama 5 | (12:7)       | meiste Tore: Constanza Paul 5 | Sportski centar Jane Sandanski 2, Skopje Zuschauer: 35 Schiedsrichter: Pukšič, Satler |
| 19. Juni 2024 13:00 Uhr | Strafen: 1× 3×                    | Spielbericht | Strafen: 5×                   | Sportski centar Jane Sandanski 2, Skopje Zuschauer: 35 Schiedsrichter: Pukšič, Satler |

| 20. Juni 2024 11:15 Uhr | Chile                          | 11:47        | Schweiz                           | Sportski centar Boris Trajkovski, Skopje Zuschauer: 63 Schiedsrichter: Vešović, Mitrović |
| 20. Juni 2024 11:15 Uhr | meiste Tore: Amanda Riquelme 4 | (6:27)       | meiste Tore: Angelina Schläpfer 8 | Sportski centar Boris Trajkovski, Skopje Zuschauer: 63 Schiedsrichter: Vešović, Mitrović |
| 20. Juni 2024 11:15 Uhr | Strafen: 3×                    | Spielbericht | Strafen: 1×                       | Sportski centar Boris Trajkovski, Skopje Zuschauer: 63 Schiedsrichter: Vešović, Mitrović |

| 20. Juni 2024 11:15 Uhr | Ägypten                             | 25:24        | Tunesien                   | Sportski centar Jane Sandanski 1, Skopje Zuschauer: 66 Schiedsrichter: Carmaux, Mursch |
| 20. Juni 2024 11:15 Uhr | meiste Tore: Mariam Omar Ibrahim 10 | (13:13)      | meiste Tore: Houda Rmiza 9 | Sportski centar Jane Sandanski 1, Skopje Zuschauer: 66 Schiedsrichter: Carmaux, Mursch |
| 20. Juni 2024 11:15 Uhr | Strafen: 6×                         | Spielbericht | Strafen: 6×                | Sportski centar Jane Sandanski 1, Skopje Zuschauer: 66 Schiedsrichter: Carmaux, Mursch |

| 22. Juni 2024 9:00 Uhr | Schweiz                     | 31:22        | Ägypten                             | Sportski centar Jane Sandanski 1, Skopje Zuschauer: 55 Schiedsrichter: Bozhinovski, Nachevski |
| 22. Juni 2024 9:00 Uhr | meiste Tore: Nuria Bucher 9 | (15:14)      | meiste Tore: Lojin Osama Abdalla 10 | Sportski centar Jane Sandanski 1, Skopje Zuschauer: 55 Schiedsrichter: Bozhinovski, Nachevski |
| 22. Juni 2024 9:00 Uhr | Strafen: 4×                 | Spielbericht | Strafen: 1× 4×                      | Sportski centar Jane Sandanski 1, Skopje Zuschauer: 55 Schiedsrichter: Bozhinovski, Nachevski |

| 22. Juni 2024 13:00 Uhr | Tunesien                            | 46:28        | Chile                          | Sportski centar Jane Sandanski 2, Skopje Zuschauer: 20 Schiedsrichter: Praštalo, Balvan |
| 22. Juni 2024 13:00 Uhr | meiste Tore: Nour Mariem Dabbabi 13 | (22:13)      | meiste Tore: Amanda Riquelme 6 | Sportski centar Jane Sandanski 2, Skopje Zuschauer: 20 Schiedsrichter: Praštalo, Balvan |
| 22. Juni 2024 13:00 Uhr | Strafen: 4×                         | Spielbericht | Strafen: 4×                    | Sportski centar Jane Sandanski 2, Skopje Zuschauer: 20 Schiedsrichter: Praštalo, Balvan |

#### Gruppe C
| Pl. | Land        | Sp. | S | U | N | Tore     | Diff. | Punkte |
| --- | ----------- | --- | - | - | - | -------- | ----- | ------ |
| 1.  | Ungarn      | 3   | 3 | 0 | 0 | 0125:480 | +77   | 6      |
| 2.  | Südkorea    | 3   | 2 | 0 | 1 | 083:830  | ±0    | 4      |
| 3.  | Argentinien | 3   | 1 | 0 | 2 | 093:880  | +5    | 2      |
| 4.  | Mexiko      | 3   | 0 | 0 | 3 | 046:1280 | −82   | 0      |

| 19. Juni 2024 9:00 Uhr | Ungarn                           | 39:21        | Argentinien               | Sportski centar Jane Sandanski 1, Skopje Zuschauer: 56 Schiedsrichter: Bozhinovski, Nachevski |
| 19. Juni 2024 9:00 Uhr | meiste Tore: 3 Spielerinnen je 6 | (19:13)      | meiste Tore: Sofía Gull 7 | Sportski centar Jane Sandanski 1, Skopje Zuschauer: 56 Schiedsrichter: Bozhinovski, Nachevski |
| 19. Juni 2024 9:00 Uhr | Strafen: 5×                      | Spielbericht | Strafen: 2×               | Sportski centar Jane Sandanski 1, Skopje Zuschauer: 56 Schiedsrichter: Bozhinovski, Nachevski |

| 19. Juni 2024 9:00 Uhr | Südkorea                    | 33:20        | Mexiko                                                         | Sportski centar Boris Trajkovski, Skopje Zuschauer: 50 Schiedsrichter: Awwad, Alzayyat |
| 19. Juni 2024 9:00 Uhr | meiste Tore: Cha Seo-yeon 8 | (17:9)       | meiste Tore: Ximena Campos Canales, Jenifer Verdugo Vejar je 4 | Sportski centar Boris Trajkovski, Skopje Zuschauer: 50 Schiedsrichter: Awwad, Alzayyat |
| 19. Juni 2024 9:00 Uhr | Strafen: 2×                 | Spielbericht | Strafen: 5×                                                    | Sportski centar Boris Trajkovski, Skopje Zuschauer: 50 Schiedsrichter: Awwad, Alzayyat |

| 20. Juni 2024 13:30 Uhr | Mexiko                                                               | 10:54        | Ungarn                                    | Sportski centar Jane Sandanski 1, Skopje Zuschauer: 78 Schiedsrichter: Am. Gheisarian, Ah. Gheisarian |
| 20. Juni 2024 13:30 Uhr | meiste Tore: Valeria Virgen Lezama, Denisse Paola Mata Carrasco je 4 | (3:26)       | meiste Tore: Tamara Vártok, Léna Gém je 8 | Sportski centar Jane Sandanski 1, Skopje Zuschauer: 78 Schiedsrichter: Am. Gheisarian, Ah. Gheisarian |
| 20. Juni 2024 13:30 Uhr | Strafen: 3×                                                          | Spielbericht | Strafen: 1×                               | Sportski centar Jane Sandanski 1, Skopje Zuschauer: 78 Schiedsrichter: Am. Gheisarian, Ah. Gheisarian |

| 20. Juni 2024 13:30 Uhr | Südkorea                     | 33:31        | Argentinien                  | Sportski centar Boris Trajkovski, Skopje Zuschauer: 86 Schiedsrichter: al-Enezi, al-Naseem |
| 20. Juni 2024 13:30 Uhr | meiste Tore: Park Su-jeong 8 | (17:16)      | meiste Tore: Miranda Kruk 11 | Sportski centar Boris Trajkovski, Skopje Zuschauer: 86 Schiedsrichter: al-Enezi, al-Naseem |
| 20. Juni 2024 13:30 Uhr | Strafen: 2× 3×               | Spielbericht | Strafen: 3×                  | Sportski centar Boris Trajkovski, Skopje Zuschauer: 86 Schiedsrichter: al-Enezi, al-Naseem |

| 22. Juni 2024 11:15 Uhr | Argentinien                                | 41:16        | Mexiko                               | Sportski centar Boris Trajkovski, Skopje Zuschauer: 41 Schiedsrichter: Ghofli, Hassanzadeh |
| 22. Juni 2024 11:15 Uhr | meiste Tore: Ailin Eugenia Cabaña Hoeler 9 | (18:5)       | meiste Tore: Valeria Virgen Lezama 4 | Sportski centar Boris Trajkovski, Skopje Zuschauer: 41 Schiedsrichter: Ghofli, Hassanzadeh |
| 22. Juni 2024 11:15 Uhr | Strafen: 1×                                | Spielbericht | Strafen: 2×                          | Sportski centar Boris Trajkovski, Skopje Zuschauer: 41 Schiedsrichter: Ghofli, Hassanzadeh |

| 22. Juni 2024 13:30 Uhr | Ungarn                              | 32:17        | Südkorea                | Sportski centar Boris Trajkovski, Skopje Zuschauer: 80 Schiedsrichter: Sekulić, Jovandić |
| 22. Juni 2024 13:30 Uhr | meiste Tore: Liliána Csernyánszki 7 | (13:9)       | meiste Tore: Kim Ji-a 4 | Sportski centar Boris Trajkovski, Skopje Zuschauer: 80 Schiedsrichter: Sekulić, Jovandić |
| 22. Juni 2024 13:30 Uhr | Strafen: 4×                         | Spielbericht | Strafen: 1×             | Sportski centar Boris Trajkovski, Skopje Zuschauer: 80 Schiedsrichter: Sekulić, Jovandić |

#### Gruppe D
| Pl. | Land              | Sp. | S | U | N | Tore     | Diff. | Punkte |
| --- | ----------------- | --- | - | - | - | -------- | ----- | ------ |
| 1.  | Dänemark          | 3   | 3 | 0 | 0 | 0117:690 | +48   | 6      |
| 2.  | Norwegen          | 3   | 2 | 0 | 1 | 095:750  | +20   | 4      |
| 3.  | Japan             | 3   | 1 | 0 | 2 | 092:980  | −6    | 2      |
| 4.  | Chinesisch Taipeh | 3   | 0 | 0 | 3 | 057:1190 | −62   | 0      |

| 19. Juni 2024 15:45 Uhr | Dänemark                  | 43:25        | Japan                       | Sportski centar Boris Trajkovski, Skopje Zuschauer: 50 Schiedsrichter: Budzák, Záhradník |
| 19. Juni 2024 15:45 Uhr | meiste Tore: Clara Bang 7 | (22:12)      | meiste Tore: Ayumu Koyama 6 | Sportski centar Boris Trajkovski, Skopje Zuschauer: 50 Schiedsrichter: Budzák, Záhradník |
| 19. Juni 2024 15:45 Uhr | Strafen: 1×               | Spielbericht | Strafen: 1×                 | Sportski centar Boris Trajkovski, Skopje Zuschauer: 50 Schiedsrichter: Budzák, Záhradník |

| 19. Juni 2024 18:00 Uhr | Norwegen                                          | 35:18        | Chinesisch Taipeh            | Sportski centar Boris Trajkovski, Skopje Zuschauer: 60 Schiedsrichter: Ghofli, Hassanzadeh |
| 19. Juni 2024 18:00 Uhr | meiste Tore: Nicoline Jullumstrø, Marie Mjøs je 6 | (17:12)      | meiste Tore: Chang Ya-Ting 7 | Sportski centar Boris Trajkovski, Skopje Zuschauer: 60 Schiedsrichter: Ghofli, Hassanzadeh |
| 19. Juni 2024 18:00 Uhr | Strafen: 4×                                       | Spielbericht | Strafen: 3×                  | Sportski centar Boris Trajkovski, Skopje Zuschauer: 60 Schiedsrichter: Ghofli, Hassanzadeh |

| 20. Juni 2024 15:45 Uhr | Chinesisch Taipeh            | 19:41        | Dänemark                                  | Sportski centar Boris Trajkovski, Skopje Zuschauer: 64 Schiedsrichter: Awwad, Alzayyat |
| 20. Juni 2024 15:45 Uhr | meiste Tore: Chang Ya-Ting 5 | (10:17)      | meiste Tore: Matilde Marie Vestergaard 11 | Sportski centar Boris Trajkovski, Skopje Zuschauer: 64 Schiedsrichter: Awwad, Alzayyat |
| 20. Juni 2024 15:45 Uhr | Strafen: 4×                  | Spielbericht | Strafen: 4×                               | Sportski centar Boris Trajkovski, Skopje Zuschauer: 64 Schiedsrichter: Awwad, Alzayyat |

| 20. Juni 2024 18:00 Uhr | Norwegen                      | 35:24        | Japan                                            | Sportski centar Boris Trajkovski, Skopje Zuschauer: 88 Schiedsrichter: B. Corrêa, R. Corrêa |
| 20. Juni 2024 18:00 Uhr | meiste Tore: Selin Kamburce 7 | (20:12)      | meiste Tore: Wakana Hokaguchi, Yusa Okumura je 4 | Sportski centar Boris Trajkovski, Skopje Zuschauer: 88 Schiedsrichter: B. Corrêa, R. Corrêa |
| 20. Juni 2024 18:00 Uhr | Strafen: 3×                   | Spielbericht |                                                  | Sportski centar Boris Trajkovski, Skopje Zuschauer: 88 Schiedsrichter: B. Corrêa, R. Corrêa |

| 22. Juni 2024 9:00 Uhr | Japan                        | 43:20        | Chinesisch Taipeh          | Sportski centar Boris Trajkovski, Skopje Zuschauer: 61 Schiedsrichter: al-Saqer, al-Suqufi |
| 22. Juni 2024 9:00 Uhr | meiste Tore: Mao Hashimoto 9 | (17:11)      | meiste Tore: Tien Yun-Ju 5 | Sportski centar Boris Trajkovski, Skopje Zuschauer: 61 Schiedsrichter: al-Saqer, al-Suqufi |
| 22. Juni 2024 9:00 Uhr | Strafen: 4×                  | Spielbericht | Strafen: 4×                | Sportski centar Boris Trajkovski, Skopje Zuschauer: 61 Schiedsrichter: al-Saqer, al-Suqufi |

| 22. Juni 2024 15:45 Uhr | Dänemark                                 | 33:25        | Norwegen                  | Sportski centar Boris Trajkovski, Skopje Zuschauer: 151 Schiedsrichter: Carmaux, Mursch |
| 22. Juni 2024 15:45 Uhr | meiste Tore: Matilde Marie Vestergaard 9 | (22:12)      | meiste Tore: Marie Mjøs 6 | Sportski centar Boris Trajkovski, Skopje Zuschauer: 151 Schiedsrichter: Carmaux, Mursch |
| 22. Juni 2024 15:45 Uhr | Strafen: 3×                              | Spielbericht | Strafen: 1× 3×            | Sportski centar Boris Trajkovski, Skopje Zuschauer: 151 Schiedsrichter: Carmaux, Mursch |

#### Gruppe E
| Pl. | Land                | Sp. | S | U | N | Tore     | Diff. | Punkte |
| --- | ------------------- | --- | - | - | - | -------- | ----- | ------ |
| 1.  | Schweden            | 3   | 3 | 0 | 0 | 0104:610 | +43   | 6      |
| 2.  | Volksrepublik China | 3   | 2 | 0 | 1 | 084:730  | +11   | 4      |
| 3.  | Tschechien          | 3   | 1 | 0 | 2 | 073:720  | +1    | 2      |
| 4.  | Algerien            | 3   | 0 | 0 | 3 | 039:940  | −55   | 0      |

| 19. Juni 2024 13:30 Uhr | Tschechien                                               | 23:17        | Algerien                    | Sportski centar Jane Sandanski 1, Skopje Zuschauer: 56 Schiedsrichter: Praštalo, Balvan |
| 19. Juni 2024 13:30 Uhr | meiste Tore: Simona Schreibmeierová, Sofie Behenská je 4 | (12:11)      | meiste Tore: Maya Fettani 6 | Sportski centar Jane Sandanski 1, Skopje Zuschauer: 56 Schiedsrichter: Praštalo, Balvan |
| 19. Juni 2024 13:30 Uhr | Strafen: 2×                                              | Spielbericht | Strafen: 4×                 | Sportski centar Jane Sandanski 1, Skopje Zuschauer: 56 Schiedsrichter: Praštalo, Balvan |

| 19. Juni 2024 15:45 Uhr | Schweden                    | 38:24        | Volksrepublik China           | Sportski centar Jane Sandanski 1, Skopje Zuschauer: 75 Schiedsrichter: al-Saqer, al-Suqufi |
| 19. Juni 2024 15:45 Uhr | meiste Tore: Thea Kylberg 6 | (19:13)      | meiste Tore: Zhuang Hongyan 8 | Sportski centar Jane Sandanski 1, Skopje Zuschauer: 75 Schiedsrichter: al-Saqer, al-Suqufi |
| 19. Juni 2024 15:45 Uhr | Strafen: 1× 3×              | Spielbericht | Strafen: 2×                   | Sportski centar Jane Sandanski 1, Skopje Zuschauer: 75 Schiedsrichter: al-Saqer, al-Suqufi |

| 21. Juni 2024 13:30 Uhr | Algerien                                    | 13:38        | Schweden                                                        | Sportski centar Boris Trajkovski, Skopje Zuschauer: 73 Schiedsrichter: Budzák, Záhradník |
| 21. Juni 2024 13:30 Uhr | meiste Tore: Maya Fettani, Lyna Yelles je 3 | (9:18)       | meiste Tore: Elise Lönnegren, Thea Kylberg, Elin Österwall je 6 | Sportski centar Boris Trajkovski, Skopje Zuschauer: 73 Schiedsrichter: Budzák, Záhradník |
| 21. Juni 2024 13:30 Uhr | Strafen: 3×                                 | Spielbericht | Strafen: 1×                                                     | Sportski centar Boris Trajkovski, Skopje Zuschauer: 73 Schiedsrichter: Budzák, Záhradník |

| 21. Juni 2024 15:45 Uhr | Tschechien                   | 26:27        | Volksrepublik China      | Sportski centar Jane Sandanski 1, Skopje Zuschauer: 71 Schiedsrichter: Pagh, Thygesen |
| 21. Juni 2024 15:45 Uhr | meiste Tore: Eliška Řádová 6 | (13:16)      | meiste Tore: Shi Zihan 7 | Sportski centar Jane Sandanski 1, Skopje Zuschauer: 71 Schiedsrichter: Pagh, Thygesen |
| 21. Juni 2024 15:45 Uhr | Strafen: 2× 3×               | Spielbericht | Strafen: 3× 1×           | Sportski centar Jane Sandanski 1, Skopje Zuschauer: 71 Schiedsrichter: Pagh, Thygesen |

| 22. Juni 2024 16:00 Uhr | Volksrepublik China          | 33:9         | Algerien                                                 | Sportski centar Jane Sandanski 2, Skopje Zuschauer: 20 Schiedsrichter: Mikelić, Paradina |
| 22. Juni 2024 16:00 Uhr | meiste Tore: Wang Jingjing 7 | (19:5)       | meiste Tore: Sarah Azzi, Hanane Makdoud, Ines Aissa je 2 | Sportski centar Jane Sandanski 2, Skopje Zuschauer: 20 Schiedsrichter: Mikelić, Paradina |
| 22. Juni 2024 16:00 Uhr | Strafen: 2×                  | Spielbericht | Strafen: 3×                                              | Sportski centar Jane Sandanski 2, Skopje Zuschauer: 20 Schiedsrichter: Mikelić, Paradina |

| 22. Juni 2024 18:00 Uhr | Schweden                       | 28:24        | Tschechien                      | Sportski centar Boris Trajkovski, Skopje Zuschauer: 130 Schiedsrichter: Reyes, Zuñiga |
| 22. Juni 2024 18:00 Uhr | meiste Tore: Emma Mihailovic 9 | (17:14)      | meiste Tore: Veronika Vávrová 7 | Sportski centar Boris Trajkovski, Skopje Zuschauer: 130 Schiedsrichter: Reyes, Zuñiga |
| 22. Juni 2024 18:00 Uhr | Strafen: 1×                    | Spielbericht | Strafen: 3×                     | Sportski centar Boris Trajkovski, Skopje Zuschauer: 130 Schiedsrichter: Reyes, Zuñiga |

#### Gruppe F
| Pl. | Land        | Sp. | S | U | N | Tore     | Diff. | Punkte |
| --- | ----------- | --- | - | - | - | -------- | ----- | ------ |
| 1.  | Frankreich  | 3   | 3 | 0 | 0 | 089:710  | +18   | 6      |
| 2.  | Deutschland | 3   | 2 | 0 | 1 | 095:740  | +21   | 4      |
| 3.  | Spanien     | 3   | 1 | 0 | 2 | 084:760  | +8    | 2      |
| 4.  | Serbien     | 3   | 0 | 0 | 3 | 054:1010 | −47   | 0      |

| 19. Juni 2024 18:00 Uhr | Deutschland                  | 39:18        | Serbien                      | Sportski centar Jane Sandanski 1, Skopje Zuschauer: 86 Schiedsrichter: García, Paolantoni |
| 19. Juni 2024 18:00 Uhr | meiste Tore: Alina Gaubatz 5 | (18:7)       | meiste Tore: Dunja Radević 5 | Sportski centar Jane Sandanski 1, Skopje Zuschauer: 86 Schiedsrichter: García, Paolantoni |
| 19. Juni 2024 18:00 Uhr | Strafen: 1× 2×               | Spielbericht | Strafen: 2×                  | Sportski centar Jane Sandanski 1, Skopje Zuschauer: 86 Schiedsrichter: García, Paolantoni |

| 19. Juni 2024 20:15 Uhr | Frankreich                | 30:25        | Spanien                               | Sportski centar Jane Sandanski 1, Skopje Zuschauer: 78 Schiedsrichter: Braseth, Sundet |
| 19. Juni 2024 20:15 Uhr | meiste Tore: Lylou Borg 7 | (17:12)      | meiste Tore: Carmen Arroyo Pimienta 6 | Sportski centar Jane Sandanski 1, Skopje Zuschauer: 78 Schiedsrichter: Braseth, Sundet |
| 19. Juni 2024 20:15 Uhr | Strafen: 6× 1×            | Spielbericht | Strafen: 1× 3×                        | Sportski centar Jane Sandanski 1, Skopje Zuschauer: 78 Schiedsrichter: Braseth, Sundet |

| 21. Juni 2024 15:45 Uhr | Serbien                     | 19:30        | Frankreich                    | Sportski centar Jane Sandanski 1, Skopje Zuschauer: 88 Schiedsrichter: B. Corrêa, R. Corrêa |
| 21. Juni 2024 15:45 Uhr | meiste Tore: Nevena Radić 5 | (10:14)      | meiste Tore: Séphora Genyah 6 | Sportski centar Jane Sandanski 1, Skopje Zuschauer: 88 Schiedsrichter: B. Corrêa, R. Corrêa |
| 21. Juni 2024 15:45 Uhr | Strafen: 1×                 | Spielbericht | Strafen: 3×                   | Sportski centar Jane Sandanski 1, Skopje Zuschauer: 88 Schiedsrichter: B. Corrêa, R. Corrêa |

| 21. Juni 2024 18:00 Uhr | Deutschland                                | 29:27        | Spanien                           | Sportski centar Jane Sandanski 1, Skopje Zuschauer: 150 Schiedsrichter: H. Elsaied, Y. Elsaied |
| 21. Juni 2024 18:00 Uhr | meiste Tore: Nieke Kühne, Lara Däuble je 5 | (17:16)      | meiste Tore: Eider Poles Olucha 9 | Sportski centar Jane Sandanski 1, Skopje Zuschauer: 150 Schiedsrichter: H. Elsaied, Y. Elsaied |
| 21. Juni 2024 18:00 Uhr | Strafen: 1× 2×                             | Spielbericht | Strafen: 1× 3×                    | Sportski centar Jane Sandanski 1, Skopje Zuschauer: 150 Schiedsrichter: H. Elsaied, Y. Elsaied |

| 22. Juni 2024 18:00 Uhr | Spanien                               | 32:17        | Serbien                                          | Sportski centar Jane Sandanski 1, Skopje Zuschauer: 66 Schiedsrichter: al-Enezi, al-Naseem |
| 22. Juni 2024 18:00 Uhr | meiste Tore: Carmen Arroyo Pimienta 8 | (12:8)       | meiste Tore: Nataša Ćetković, Dunja Radević je 3 | Sportski centar Jane Sandanski 1, Skopje Zuschauer: 66 Schiedsrichter: al-Enezi, al-Naseem |
| 22. Juni 2024 18:00 Uhr | Strafen: 2×                           | Spielbericht | Strafen: 3×                                      | Sportski centar Jane Sandanski 1, Skopje Zuschauer: 66 Schiedsrichter: al-Enezi, al-Naseem |

| 22. Juni 2024 20:15 Uhr | Frankreich                  | 29:27        | Deutschland                 | Sportski centar Jane Sandanski 1, Skopje Zuschauer: 76 Schiedsrichter: Mitrović, Vešović |
| 22. Juni 2024 20:15 Uhr | meiste Tore: Lilou Pintat 6 | (18:15)      | meiste Tore: Lotta Röpcke 8 | Sportski centar Jane Sandanski 1, Skopje Zuschauer: 76 Schiedsrichter: Mitrović, Vešović |
| 22. Juni 2024 20:15 Uhr | Strafen: 6×                 | Spielbericht | Strafen: 1× 5× 1×           | Sportski centar Jane Sandanski 1, Skopje Zuschauer: 76 Schiedsrichter: Mitrović, Vešović |

#### Gruppe G
| Pl. | Land       | Sp. | S | U | N | Tore     | Diff. | Punkte |
| --- | ---------- | --- | - | - | - | -------- | ----- | ------ |
| 1.  | Portugal   | 3   | 3 | 0 | 0 | 0110:740 | +36   | 6      |
| 2.  | Montenegro | 3   | 2 | 0 | 1 | 0122:960 | +26   | 4      |
| 3.  | Guinea     | 3   | 1 | 0 | 2 | 078:1030 | −25   | 2      |
| 4.  | Usbekistan | 3   | 0 | 0 | 3 | 085:1220 | −37   | 0      |

| 19. Juni 2024 11:15 Uhr | Portugal                                          | 32:18        | Guinea                        | Sportski centar Jane Sandanski 1, Skopje Zuschauer: 52 Schiedsrichter: Pagh, Thygesen |
| 19. Juni 2024 11:15 Uhr | meiste Tore: Lola Ribeiro, Carmen Figueiredo je 7 | (15:8)       | meiste Tore: Mayelie Soumah 5 | Sportski centar Jane Sandanski 1, Skopje Zuschauer: 52 Schiedsrichter: Pagh, Thygesen |
| 19. Juni 2024 11:15 Uhr |                                                   | Spielbericht | Strafen: 2×                   | Sportski centar Jane Sandanski 1, Skopje Zuschauer: 52 Schiedsrichter: Pagh, Thygesen |

| 19. Juni 2024 19:00 Uhr | Montenegro                      | 48:32        | Usbekistan                         | Sportski centar Jane Sandanski 2, Skopje Zuschauer: 25 Schiedsrichter: Reyes, Zuñiga |
| 19. Juni 2024 19:00 Uhr | meiste Tore: Anđela Milošević 9 | (23:11)      | meiste Tore: Sarbinaz Saparbaeva 8 | Sportski centar Jane Sandanski 2, Skopje Zuschauer: 25 Schiedsrichter: Reyes, Zuñiga |
| 19. Juni 2024 19:00 Uhr | Strafen: 1× 3×                  | Spielbericht | Strafen: 3×                        | Sportski centar Jane Sandanski 2, Skopje Zuschauer: 25 Schiedsrichter: Reyes, Zuñiga |

| 21. Juni 2024 11:15 Uhr | Montenegro                      | 43:30        | Guinea                         | Sportski centar Jane Sandanski 1, Skopje Zuschauer: 60 Schiedsrichter: Braseth, Sundet |
| 21. Juni 2024 11:15 Uhr | meiste Tore: Jelena Vukčević 13 | (25:13)      | meiste Tore: Mayelie Soumah 10 | Sportski centar Jane Sandanski 1, Skopje Zuschauer: 60 Schiedsrichter: Braseth, Sundet |
| 21. Juni 2024 11:15 Uhr | Strafen: 4× 1×                  | Spielbericht | Strafen: 3×                    | Sportski centar Jane Sandanski 1, Skopje Zuschauer: 60 Schiedsrichter: Braseth, Sundet |

| 21. Juni 2024 13:30 Uhr | Usbekistan                       | 25:44        | Portugal                      | Sportski centar Jane Sandanski 1, Skopje Zuschauer: 30 Schiedsrichter: Mikelić, Paradina |
| 21. Juni 2024 13:30 Uhr | meiste Tore: Sevinch Erkabaeva 8 | (12:20)      | meiste Tore: Luciana Rebelo 9 | Sportski centar Jane Sandanski 1, Skopje Zuschauer: 30 Schiedsrichter: Mikelić, Paradina |
| 21. Juni 2024 13:30 Uhr | Strafen: 1× 4×                   | Spielbericht | Strafen: 1× 3×                | Sportski centar Jane Sandanski 1, Skopje Zuschauer: 30 Schiedsrichter: Mikelić, Paradina |

| 22. Juni 2024 10:00 Uhr | Guinea                           | 30:28        | Usbekistan                     | Sportski centar Jane Sandanski 2, Skopje Zuschauer: 30 Schiedsrichter: Am. Gheisarian, Ah. Gheisarian |
| 22. Juni 2024 10:00 Uhr | meiste Tore: Kadiatou Sankhon 10 | (15:17)      | meiste Tore: Sabina Mullaeva 9 | Sportski centar Jane Sandanski 2, Skopje Zuschauer: 30 Schiedsrichter: Am. Gheisarian, Ah. Gheisarian |
| 22. Juni 2024 10:00 Uhr | Strafen: 5×                      | Spielbericht | Strafen: 3×                    | Sportski centar Jane Sandanski 2, Skopje Zuschauer: 30 Schiedsrichter: Am. Gheisarian, Ah. Gheisarian |

| 22. Juni 2024 11:15 Uhr | Portugal                          | 31:31        | Montenegro                      | Sportski centar Jane Sandanski 1, Skopje Zuschauer: 75 Schiedsrichter: R. Thiyagarajah, S. Thiyagarajah |
| 22. Juni 2024 11:15 Uhr | meiste Tore: Constança Sequeira 9 | (17:17)      | meiste Tore: Jelena Vukčević 10 | Sportski centar Jane Sandanski 1, Skopje Zuschauer: 75 Schiedsrichter: R. Thiyagarajah, S. Thiyagarajah |
| 22. Juni 2024 11:15 Uhr | Strafen: 2× 5×                    | Spielbericht | Strafen: 1× 3×                  | Sportski centar Jane Sandanski 1, Skopje Zuschauer: 75 Schiedsrichter: R. Thiyagarajah, S. Thiyagarajah |

#### Gruppe H
| Pl. | Land               | Sp. | S | U | N | Tore    | Diff. | Punkte |
| --- | ------------------ | --- | - | - | - | ------- | ----- | ------ |
| 1.  | Island             | 3   | 3 | 0 | 0 | 089:560 | +33   | 6      |
| 2.  | Nordmazedonien     | 3   | 2 | 0 | 1 | 077:680 | +9    | 4      |
| 3.  | Angola             | 3   | 1 | 0 | 2 | 067:600 | +7    | 2      |
| 4.  | Vereinigte Staaten | 3   | 0 | 0 | 3 | 043:920 | −49   | 0      |

| 19. Juni 2024 16:00 Uhr | Angola                        | 19:24        | Island                                   | Sportski centar Jane Sandanski 2, Skopje Zuschauer: 50 Schiedsrichter: Mikelić, Paradina |
| 19. Juni 2024 16:00 Uhr | meiste Tore: Jorcela Tumba 11 | (9:9)        | meiste Tore: Katrín Anna Ásmundsdóttir 7 | Sportski centar Jane Sandanski 2, Skopje Zuschauer: 50 Schiedsrichter: Mikelić, Paradina |
| 19. Juni 2024 16:00 Uhr | Strafen: 1× 4× 2×             | Spielbericht | Strafen: 2×                              | Sportski centar Jane Sandanski 2, Skopje Zuschauer: 50 Schiedsrichter: Mikelić, Paradina |

| 19. Juni 2024 20:15 Uhr | Nordmazedonien                | 32:15        | Vereinigte Staaten        | Sportski centar Boris Trajkovski, Skopje Zuschauer: 421 Schiedsrichter: H. Elsaied, Y. Elsaied |
| 19. Juni 2024 20:15 Uhr | meiste Tore: Borjana Koceva 9 | (15:6)       | meiste Tore: Emma Ready 5 | Sportski centar Boris Trajkovski, Skopje Zuschauer: 421 Schiedsrichter: H. Elsaied, Y. Elsaied |
| 19. Juni 2024 20:15 Uhr | Strafen: 3×                   | Spielbericht | Strafen: 1× 3×            | Sportski centar Boris Trajkovski, Skopje Zuschauer: 421 Schiedsrichter: H. Elsaied, Y. Elsaied |

| 21. Juni 2024 11:15 Uhr | Vereinigte Staaten                                        | 8:24         | Angola                                | Sportski centar Boris Trajkovski, Skopje Zuschauer: 66 Schiedsrichter: Pukšič, Satler |
| 21. Juni 2024 11:15 Uhr | meiste Tore: Lovisa Dobreff, Emma Ready, Eden Nesper je 2 | (2:12)       | meiste Tore: Bernardeth Carla Belo 11 | Sportski centar Boris Trajkovski, Skopje Zuschauer: 66 Schiedsrichter: Pukšič, Satler |
| 21. Juni 2024 11:15 Uhr | Strafen: 2×                                               | Spielbericht | Strafen: 8×                           | Sportski centar Boris Trajkovski, Skopje Zuschauer: 66 Schiedsrichter: Pukšič, Satler |

| 21. Juni 2024 18:00 Uhr | Nordmazedonien                   | 17:29        | Island                                  | Sportski centar Boris Trajkovski, Skopje Zuschauer: 404 Schiedsrichter: R. Thiyagarajah , S. Thiyagarajah |
| 21. Juni 2024 18:00 Uhr | meiste Tore: Emilijana Rizoska 7 | (11:11)      | meiste Tore: Elín Klara Þorkelsdóttir 6 | Sportski centar Boris Trajkovski, Skopje Zuschauer: 404 Schiedsrichter: R. Thiyagarajah , S. Thiyagarajah |
| 21. Juni 2024 18:00 Uhr | Strafen: 4× 2× 1×                | Spielbericht | Strafen: 1× 2×                          | Sportski centar Boris Trajkovski, Skopje Zuschauer: 404 Schiedsrichter: R. Thiyagarajah , S. Thiyagarajah |

| 22. Juni 2024 19:00 Uhr | Island                                | 36:20        | Vereinigte Staaten         | Sportski centar Jane Sandanski 2, Skopje Zuschauer: 100 Schiedsrichter: Pagh, Thygesen |
| 22. Juni 2024 19:00 Uhr | meiste Tore: Inga Dís Jóhannsdóttir 6 | (19:12)      | meiste Tore: Daisy Licea 6 | Sportski centar Jane Sandanski 2, Skopje Zuschauer: 100 Schiedsrichter: Pagh, Thygesen |
| 22. Juni 2024 19:00 Uhr | Strafen: 4×                           | Spielbericht | Strafen: 4×                | Sportski centar Jane Sandanski 2, Skopje Zuschauer: 100 Schiedsrichter: Pagh, Thygesen |

| 22. Juni 2024 20:15 Uhr | Angola                                | 24:28        | Nordmazedonien                                       | Sportski centar Boris Trajkovski, Skopje Zuschauer: 473 Schiedsrichter: Budzák, Záhradník |
| 22. Juni 2024 20:15 Uhr | meiste Tore: Bernardeth Carla Belo 11 | (11:13)      | meiste Tore: Sara Stefanoska, Emilijana Rizoska je 6 | Sportski centar Boris Trajkovski, Skopje Zuschauer: 473 Schiedsrichter: Budzák, Záhradník |
| 22. Juni 2024 20:15 Uhr | Strafen: 1× 4× 1×                     | Spielbericht | Strafen: 6×                                          | Sportski centar Boris Trajkovski, Skopje Zuschauer: 473 Schiedsrichter: Budzák, Záhradník |

## Hauptrunde
Ergebnisse gegen Vorrundengegner wurden mit in die Hauptrunde genommen. Die Gruppenersten und Gruppenzweiten der Hauptrundengruppen qualifizierten sich für das Viertelfinale. Die Gruppendritten spielten die Plätze neun bis zwölf und die Gruppenvierten die Plätze dreizehn bis sechzehn aus. Mit den erspielten Punkten wurde die Platzierung ermittelt. Bei Punktgleichheit von mehreren Mannschaften war erst der direkte Vergleich für die Platzierung ausschlaggebend, dann die Tordifferenz. Sofern diese ebenfalls identisch war, wurde die Anzahl der erzielten Tore zur Ermittlung der Platzierung herangezogen.
Legende

### Gruppe I
| Pl. | Land        | Sp. | S | U | N | Tore    | Diff. | Punkte |
| --- | ----------- | --- | - | - | - | ------- | ----- | ------ |
| 1.  | Niederlande | 3   | 3 | 0 | 0 | 080:720 | +8    | 6      |
| 2.  | Schweiz     | 3   | 2 | 0 | 1 | 087:790 | +8    | 4      |
| 3.  | Rumänien    | 3   | 1 | 0 | 2 | 084:790 | +5    | 2      |
| 4.  | Ägypten     | 3   | 0 | 0 | 3 | 062:830 | −21   | 0      |

| 23. Juni 2024 16:15 Uhr | Niederlande                      | 20:17        | Ägypten                            | Sportski centar Boris Trajkovski, Skopje Zuschauer: 93 Schiedsrichter: B. Corrêa, R. Corrêa |
| 23. Juni 2024 16:15 Uhr | meiste Tore: 4 Spielerinnen je 3 | (9:9)        | meiste Tore: Lojin Osama Abdalla 8 | Sportski centar Boris Trajkovski, Skopje Zuschauer: 93 Schiedsrichter: B. Corrêa, R. Corrêa |
| 23. Juni 2024 16:15 Uhr | Strafen: 2×                      | Spielbericht | Strafen: 1×                        | Sportski centar Boris Trajkovski, Skopje Zuschauer: 93 Schiedsrichter: B. Corrêa, R. Corrêa |

| 23. Juni 2024 18:30 Uhr | Schweiz                      | 27:26        | Rumänien                            | Sportski centar Boris Trajkovski, Skopje Zuschauer: 99 Schiedsrichter: Carmaux, Mursch |
| 23. Juni 2024 18:30 Uhr | meiste Tore: Alessia Riner 8 | (15:12)      | meiste Tore: Mariam Nadia Mohamed 6 | Sportski centar Boris Trajkovski, Skopje Zuschauer: 99 Schiedsrichter: Carmaux, Mursch |
| 23. Juni 2024 18:30 Uhr | Strafen: 3×                  | Spielbericht | Strafen: 2× 1×                      | Sportski centar Boris Trajkovski, Skopje Zuschauer: 99 Schiedsrichter: Carmaux, Mursch |

| 25. Juni 2024 13:30 Uhr | Niederlande                   | 31:29        | Schweiz                      | Sportski centar Jane Sandanski 1, Skopje Zuschauer: 300 Schiedsrichter: Braseth, Sundet |
| 25. Juni 2024 13:30 Uhr | meiste Tore: Loïs van Vliet 7 | (15:14)      | meiste Tore: Annika Lauper 5 | Sportski centar Jane Sandanski 1, Skopje Zuschauer: 300 Schiedsrichter: Braseth, Sundet |
| 25. Juni 2024 13:30 Uhr | Strafen: 1× 3×                | Spielbericht | Strafen: 2×                  | Sportski centar Jane Sandanski 1, Skopje Zuschauer: 300 Schiedsrichter: Braseth, Sundet |

| 25. Juni 2024 15:45 Uhr | Rumänien                      | 32:23        | Ägypten                                                         | Sportski centar Jane Sandanski 1, Skopje Zuschauer: 100 Schiedsrichter: Mitrović, Vešović |
| 25. Juni 2024 15:45 Uhr | meiste Tore: Alisia Boiciuc 5 | (16:7)       | meiste Tore: Mariam Omar Ibrahim, Nadein Abdelrahman Tarek je 5 | Sportski centar Jane Sandanski 1, Skopje Zuschauer: 100 Schiedsrichter: Mitrović, Vešović |
| 25. Juni 2024 15:45 Uhr | Strafen: 1×                   | Spielbericht | Strafen: 2×                                                     | Sportski centar Jane Sandanski 1, Skopje Zuschauer: 100 Schiedsrichter: Mitrović, Vešović |

### Gruppe II
| Pl. | Land     | Sp. | S | U | N | Tore    | Diff. | Punkte |
| --- | -------- | --- | - | - | - | ------- | ----- | ------ |
| 1.  | Ungarn   | 3   | 3 | 0 | 0 | 094:660 | +28   | 6      |
| 2.  | Dänemark | 3   | 2 | 0 | 1 | 085:790 | +6    | 4      |
| 3.  | Norwegen | 3   | 1 | 0 | 2 | 084:860 | −2    | 2      |
| 4.  | Südkorea | 3   | 0 | 0 | 3 | 062:940 | −32   | 0      |

| 23. Juni 2024 16:15 Uhr | Ungarn                     | 31:26        | Norwegen                                      | Sportski centar Jane Sandanski 1, Skopje Zuschauer: 150 Schiedsrichter: García, Paolantoni |
| 23. Juni 2024 16:15 Uhr | meiste Tore: Luca Csíkos 6 | (18:11)      | meiste Tore: Nora Eveline Cecilia Rosenberg 6 | Sportski centar Jane Sandanski 1, Skopje Zuschauer: 150 Schiedsrichter: García, Paolantoni |
| 23. Juni 2024 16:15 Uhr | Strafen: 1× 2×             | Spielbericht | Strafen: 4×                                   | Sportski centar Jane Sandanski 1, Skopje Zuschauer: 150 Schiedsrichter: García, Paolantoni |

| 23. Juni 2024 18:30 Uhr | Dänemark                                                | 29:23        | Südkorea                   | Sportski centar Jane Sandanski 1, Skopje Zuschauer: 55 Schiedsrichter: Am. Gheisarian, Ah. Gheisarian |
| 23. Juni 2024 18:30 Uhr | meiste Tore: Clara Bang, Matilde Marie Vestergaard je 5 | (19:12)      | meiste Tore: Lee Hye-won 6 | Sportski centar Jane Sandanski 1, Skopje Zuschauer: 55 Schiedsrichter: Am. Gheisarian, Ah. Gheisarian |
| 23. Juni 2024 18:30 Uhr |                                                         | Spielbericht | Strafen: 1× 3×             | Sportski centar Jane Sandanski 1, Skopje Zuschauer: 55 Schiedsrichter: Am. Gheisarian, Ah. Gheisarian |

| 25. Juni 2024 13:30 Uhr | Ungarn                      | 31:23        | Dänemark                  | Sportski centar Boris Trajkovski, Skopje Zuschauer: 198 Schiedsrichter: B. Corrêa, R. Corrêa |
| 25. Juni 2024 13:30 Uhr | meiste Tore: Júlia Farkas 7 | (15:12)      | meiste Tore: Clara Bang 6 | Sportski centar Boris Trajkovski, Skopje Zuschauer: 198 Schiedsrichter: B. Corrêa, R. Corrêa |
| 25. Juni 2024 13:30 Uhr | Strafen: 1×                 | Spielbericht | Strafen: 1×               | Sportski centar Boris Trajkovski, Skopje Zuschauer: 198 Schiedsrichter: B. Corrêa, R. Corrêa |

| 25. Juni 2024 15:45 Uhr | Südkorea                                    | 22:33        | Norwegen                                      | Sportski centar Boris Trajkovski, Skopje Zuschauer: 53 Schiedsrichter: Reyes, Zuñiga |
| 25. Juni 2024 15:45 Uhr | meiste Tore: Lee Hye-won, Cha Seo-yeon je 6 | (12:15)      | meiste Tore: Nora Eveline Cecilia Rosenberg 8 | Sportski centar Boris Trajkovski, Skopje Zuschauer: 53 Schiedsrichter: Reyes, Zuñiga |
| 25. Juni 2024 15:45 Uhr | Strafen: 2×                                 | Spielbericht | Strafen: 3×                                   | Sportski centar Boris Trajkovski, Skopje Zuschauer: 53 Schiedsrichter: Reyes, Zuñiga |

### Gruppe III
| Pl. | Land                | Sp. | S | U | N | Tore     | Diff. | Punkte |
| --- | ------------------- | --- | - | - | - | -------- | ----- | ------ |
| 1.  | Frankreich          | 3   | 3 | 0 | 0 | 099:640  | +35   | 6      |
| 2.  | Schweden            | 3   | 2 | 0 | 1 | 086:770  | +9    | 4      |
| 3.  | Deutschland         | 3   | 1 | 0 | 2 | 090:800  | +10   | 2      |
| 4.  | Volksrepublik China | 3   | 0 | 0 | 3 | 064:1180 | −54   | 0      |

| 24. Juni 2024 16:15 Uhr | Schweden                      | 26:25        | Deutschland                | Sportski centar Jane Sandanski 1, Skopje Zuschauer: 300 Schiedsrichter: Mikelić, Paradina |
| 24. Juni 2024 16:15 Uhr | meiste Tore: Stina Wiksfors 7 | (14:10)      | meiste Tore: Lara Däuble 7 | Sportski centar Jane Sandanski 1, Skopje Zuschauer: 300 Schiedsrichter: Mikelić, Paradina |
| 24. Juni 2024 16:15 Uhr | Strafen: 3×                   | Spielbericht | Strafen: 1×                | Sportski centar Jane Sandanski 1, Skopje Zuschauer: 300 Schiedsrichter: Mikelić, Paradina |

| 24. Juni 2024 18:30 Uhr | Frankreich                   | 42:15        | Volksrepublik China       | Sportski centar Jane Sandanski 1, Skopje Zuschauer: 100 Schiedsrichter: Praštalo, Balvan |
| 24. Juni 2024 18:30 Uhr | meiste Tore: Emma Tuccella 6 | (16:9)       | meiste Tore: Liu Xuedan 6 | Sportski centar Jane Sandanski 1, Skopje Zuschauer: 100 Schiedsrichter: Praštalo, Balvan |
| 24. Juni 2024 18:30 Uhr | Strafen: 1× 2×               | Spielbericht | Strafen: 1×               | Sportski centar Jane Sandanski 1, Skopje Zuschauer: 100 Schiedsrichter: Praštalo, Balvan |

| 25. Juni 2024 18:00 Uhr | Schweden                    | 22:28        | Frankreich                                  | Sportski centar Jane Sandanski 1, Skopje Zuschauer: 107 Schiedsrichter: Bozhinovski, Nachevski |
| 25. Juni 2024 18:00 Uhr | meiste Tore: Thea Kylberg 5 | (11:14)      | meiste Tore: Manon Errard, Nina Perret je 5 | Sportski centar Jane Sandanski 1, Skopje Zuschauer: 107 Schiedsrichter: Bozhinovski, Nachevski |
| 25. Juni 2024 18:00 Uhr | Strafen: 1×                 | Spielbericht | Strafen: 2×                                 | Sportski centar Jane Sandanski 1, Skopje Zuschauer: 107 Schiedsrichter: Bozhinovski, Nachevski |

| 25. Juni 2024 20:15 Uhr | Volksrepublik China       | 25:38        | Deutschland                                        | Sportski centar Jane Sandanski 1, Skopje Zuschauer: 75 Schiedsrichter: Awwad, Alzayyat |
| 25. Juni 2024 20:15 Uhr | meiste Tore: Liu Xuedan 7 | (18:19)      | meiste Tore: Magdalena Probst, Gianina Bianco je 6 | Sportski centar Jane Sandanski 1, Skopje Zuschauer: 75 Schiedsrichter: Awwad, Alzayyat |
| 25. Juni 2024 20:15 Uhr | Strafen: 3×               | Spielbericht |                                                    | Sportski centar Jane Sandanski 1, Skopje Zuschauer: 75 Schiedsrichter: Awwad, Alzayyat |

### Gruppe IV
| Pl. | Land           | Sp. | S | U | N | Tore    | Diff. | Punkte |
| --- | -------------- | --- | - | - | - | ------- | ----- | ------ |
| 1.  | Portugal       | 3   | 2 | 1 | 0 | 088:840 | +4    | 5      |
| 2.  | Island         | 3   | 2 | 0 | 1 | 089:700 | +19   | 4      |
| 3.  | Montenegro     | 3   | 1 | 0 | 2 | 084:920 | −8    | 2      |
| 4.  | Nordmazedonien | 3   | 0 | 1 | 2 | 068:830 | −15   | 1      |

| 24. Juni 2024 16:15 Uhr | Portugal                      | 28:28        | Nordmazedonien                 | Sportski centar Boris Trajkovski, Skopje Zuschauer: 372 Schiedsrichter: H. Elsaied, Y. Elsaied |
| 24. Juni 2024 16:15 Uhr | meiste Tore: Luciana Rebelo 9 | (14:13)      | meiste Tore: Sara Stefanoska 9 | Sportski centar Boris Trajkovski, Skopje Zuschauer: 372 Schiedsrichter: H. Elsaied, Y. Elsaied |
| 24. Juni 2024 16:15 Uhr | Strafen: 2× 7×                | Spielbericht | Strafen: 1× 7×                 | Sportski centar Boris Trajkovski, Skopje Zuschauer: 372 Schiedsrichter: H. Elsaied, Y. Elsaied |

| 24. Juni 2024 18:30 Uhr | Island                             | 35:27        | Montenegro                      | Sportski centar Boris Trajkovski, Skopje Zuschauer: 191 Schiedsrichter: Budzák, Záhradník |
| 24. Juni 2024 18:30 Uhr | meiste Tore: Lilja Ágústsdóttir 13 | (15:14)      | meiste Tore: Jelena Vukčević 13 | Sportski centar Boris Trajkovski, Skopje Zuschauer: 191 Schiedsrichter: Budzák, Záhradník |
| 24. Juni 2024 18:30 Uhr | Strafen: 1×                        | Spielbericht | Strafen: 1× 4× 1×               | Sportski centar Boris Trajkovski, Skopje Zuschauer: 191 Schiedsrichter: Budzák, Záhradník |

| 25. Juni 2024 18:00 Uhr | Portugal                                             | 26:25        | Island                                  | Sportski centar Boris Trajkovski, Skopje Zuschauer: 51 Schiedsrichter: Sekulić, Jovandić |
| 25. Juni 2024 18:00 Uhr | meiste Tore: Sofia Ferreira, Constança Sequeira je 8 | (12:11)      | meiste Tore: Elin Klara Þorkelsdóttir 8 | Sportski centar Boris Trajkovski, Skopje Zuschauer: 51 Schiedsrichter: Sekulić, Jovandić |
| 25. Juni 2024 18:00 Uhr | Strafen: 1×                                          | Spielbericht |                                         | Sportski centar Boris Trajkovski, Skopje Zuschauer: 51 Schiedsrichter: Sekulić, Jovandić |

| 25. Juni 2024 20:15 Uhr | Montenegro                      | 26:23        | Nordmazedonien                 | Sportski centar Boris Trajkovski, Skopje Zuschauer: 409 Schiedsrichter: García, Paolantoni |
| 25. Juni 2024 20:15 Uhr | meiste Tore: Jelena Vukčević 13 | (10:12)      | meiste Tore: Iva Mladenovska 8 | Sportski centar Boris Trajkovski, Skopje Zuschauer: 409 Schiedsrichter: García, Paolantoni |
| 25. Juni 2024 20:15 Uhr | Strafen: 5×                     | Spielbericht | Strafen: 1× 2×                 | Sportski centar Boris Trajkovski, Skopje Zuschauer: 409 Schiedsrichter: García, Paolantoni |

### Finalrunde
| Viertelfinale | Viertelfinale | Viertelfinale |  |             | Halbfinale | Halbfinale | Halbfinale  |                  |                  | Finale           | Finale | Finale |
|               |               |               |  |             |            |            |             |                  |                  |                  |        |        |
|               | Niederlande   | 25            |  |             |            |            |             |                  |                  |                  |        |        |
|               | Schweden      | 21            |  |             |            |            |             |                  |                  |                  |        |        |
|               |               |               |  | Niederlande | 24         |            |             |                  |                  |                  |        |        |
|               |               |               |  |             | Ungarn     | 28         |             |                  |                  |                  |        |        |
|               | Ungarn        | 34            |  |             |            |            |             |                  |                  |                  |        |        |
|               | Island        | 31            |  |             |            |            | Endspiel    | Endspiel         | Endspiel         |                  |        |        |
|               |               |               |  | Ungarn      | 26         |            |             |                  |                  |                  |        |        |
|               |               |               |  |             | Frankreich | 29         |             |                  |                  |                  |        |        |
|               | Frankreich    | 34            |  |             |            |            |             |                  |                  |                  |        |        |
|               | Schweiz       | 26            |  |             |            |            |             |                  |                  |                  |        |        |
|               |               |               |  | Frankreich  | 32         |            |             |                  |                  |                  |        |        |
|               |               |               |  |             | Dänemark   | 26         |             | Spiel um Platz 3 | Spiel um Platz 3 | Spiel um Platz 3 |        |        |
|               | Portugal      | 22            |  |             |            |            | Niederlande | 34               |                  |                  |        |        |
|               | Dänemark      | 49            |  |             |            |            |             | Dänemark         | 28               |                  |        |        |
|               |               |               |  |             |            |            |             |                  |                  |                  |        |        |

#### Viertelfinale
| 27. Juni 2024 18:00 Uhr | Ungarn                      | 34:31 n. V.      | Island                            | Sportski centar Jane Sandanski 1, Skopje Zuschauer: 182 Schiedsrichter: Bozhinovski, Nachevski |
| 27. Juni 2024 18:00 Uhr | meiste Tore: Emília Varga 6 | (19:12), (29:29) | meiste Tore: Lilja Ágústsdóttir 7 | Sportski centar Jane Sandanski 1, Skopje Zuschauer: 182 Schiedsrichter: Bozhinovski, Nachevski |
| 27. Juni 2024 18:00 Uhr | Strafen: 1× 7×              | Spielbericht     | Strafen: 1× 6× 1×                 | Sportski centar Jane Sandanski 1, Skopje Zuschauer: 182 Schiedsrichter: Bozhinovski, Nachevski |

| 27. Juni 2024 18:00 Uhr | Niederlande                            | 25:21        | Schweden                      | Sportski centar Boris Trajkovski, Skopje Zuschauer: 152 Schiedsrichter: Carmaux, Mursch |
| 27. Juni 2024 18:00 Uhr | meiste Tore: Romée Maarschalkerweerd 7 | (14:8)       | meiste Tore: Stina Wiksfors 5 | Sportski centar Boris Trajkovski, Skopje Zuschauer: 152 Schiedsrichter: Carmaux, Mursch |
| 27. Juni 2024 18:00 Uhr | Strafen: 4×                            | Spielbericht | Strafen: 1×                   | Sportski centar Boris Trajkovski, Skopje Zuschauer: 152 Schiedsrichter: Carmaux, Mursch |

| 27. Juni 2024 20:30 Uhr | Portugal                           | 22:49        | Dänemark                                 | Sportski centar Jane Sandanski 1, Skopje Zuschauer: 68 Schiedsrichter: Budzák, Záhradník |
| 27. Juni 2024 20:30 Uhr | meiste Tore: Constança Sequeira 11 | (10:21)      | meiste Tore: Matilde Marie Vestergaard 9 | Sportski centar Jane Sandanski 1, Skopje Zuschauer: 68 Schiedsrichter: Budzák, Záhradník |
| 27. Juni 2024 20:30 Uhr | Strafen: 6×                        | Spielbericht | Strafen: 3×                              | Sportski centar Jane Sandanski 1, Skopje Zuschauer: 68 Schiedsrichter: Budzák, Záhradník |

| 27. Juni 2024 20:30 Uhr | Frankreich                | 34:26        | Schweiz                        | Sportski centar Boris Trajkovski, Skopje Zuschauer: 134 Schiedsrichter: Mikelić, Paradina |
| 27. Juni 2024 20:30 Uhr | meiste Tore: Enola Borg 7 | (16:14)      | meiste Tore: Emma Bächtiger 10 | Sportski centar Boris Trajkovski, Skopje Zuschauer: 134 Schiedsrichter: Mikelić, Paradina |
| 27. Juni 2024 20:30 Uhr | Strafen: 3×               | Spielbericht | Strafen: 3×                    | Sportski centar Boris Trajkovski, Skopje Zuschauer: 134 Schiedsrichter: Mikelić, Paradina |

#### Halbfinale
| 28. Juni 2024 18:00 Uhr | Niederlande                 | 24:28        | Ungarn                    | Sportski centar Boris Trajkovski, Skopje Zuschauer: 259 Schiedsrichter: Braseth, Sundet |
| 28. Juni 2024 18:00 Uhr | meiste Tore: Donna Bakker 8 | (15:12)      | meiste Tore: Lea Faragó 6 | Sportski centar Boris Trajkovski, Skopje Zuschauer: 259 Schiedsrichter: Braseth, Sundet |
| 28. Juni 2024 18:00 Uhr | Strafen: 1× 2×              | Spielbericht | Strafen: 2×               | Sportski centar Boris Trajkovski, Skopje Zuschauer: 259 Schiedsrichter: Braseth, Sundet |

| 28. Juni 2024 20:30 Uhr | Frankreich                | 32:26        | Dänemark                  | Sportski centar Boris Trajkovski, Skopje Zuschauer: 249 Schiedsrichter: García, Paolantoni |
| 28. Juni 2024 20:30 Uhr | meiste Tore: Enola Borg 5 | (16:14)      | meiste Tore: Clara Bang 8 | Sportski centar Boris Trajkovski, Skopje Zuschauer: 249 Schiedsrichter: García, Paolantoni |
| 28. Juni 2024 20:30 Uhr | Strafen: 1×               | Spielbericht | Strafen: 1×               | Sportski centar Boris Trajkovski, Skopje Zuschauer: 249 Schiedsrichter: García, Paolantoni |

#### Spiel um Platz 3
| 30. Juni 2024 14:45 Uhr | Niederlande                      | 34:28        | Dänemark                  | Sportski centar Boris Trajkovski, Skopje Zuschauer: 248 Schiedsrichter: B. Corrêa, R. Corrêa |
| 30. Juni 2024 14:45 Uhr | meiste Tore: Alieke van Maurik 9 | (18:13)      | meiste Tore: Clara Bang 7 | Sportski centar Boris Trajkovski, Skopje Zuschauer: 248 Schiedsrichter: B. Corrêa, R. Corrêa |
| 30. Juni 2024 14:45 Uhr | Strafen: 2×                      | Spielbericht | Strafen: 1×               | Sportski centar Boris Trajkovski, Skopje Zuschauer: 248 Schiedsrichter: B. Corrêa, R. Corrêa |

#### Finale
| 30. Juni 2024 17:30 Uhr | Ungarn                    | 26:29        | Frankreich                                   | Sportski centar Boris Trajkovski, Skopje Zuschauer: 438 Schiedsrichter: Sekulić, Jovandić |
| 30. Juni 2024 17:30 Uhr | meiste Tore: Lea Faragó 6 | (13:14)      | meiste Tore: Manon Errard, Lilou Pintat je 8 | Sportski centar Boris Trajkovski, Skopje Zuschauer: 438 Schiedsrichter: Sekulić, Jovandić |
| 30. Juni 2024 17:30 Uhr | Strafen: 2×               | Spielbericht | Strafen: 2×                                  | Sportski centar Boris Trajkovski, Skopje Zuschauer: 438 Schiedsrichter: Sekulić, Jovandić |

### Platzierungsrunde
Sofern die Spiele der Platzierungsrunde am Ende der regulären Spielzeit nicht entschieden waren, erfolgte ein Siebenmeterwerfen.

#### Spiele um Platz 5–8
| 28. Juni 2024 18:00 Uhr | Schweden                       | 33:31        | Island                             | Sportski centar Jane Sandanski 1, Skopje Zuschauer: 207 Schiedsrichter: Sekulić, Jovandić |
| 28. Juni 2024 18:00 Uhr | meiste Tore: Emma Mihailovic 7 | (17:15)      | meiste Tore: Lilja Ágústsdóttir 12 | Sportski centar Jane Sandanski 1, Skopje Zuschauer: 207 Schiedsrichter: Sekulić, Jovandić |
| 28. Juni 2024 18:00 Uhr | Strafen: 1× 3× 1×              | Spielbericht | Strafen: 1× 2×                     | Sportski centar Jane Sandanski 1, Skopje Zuschauer: 207 Schiedsrichter: Sekulić, Jovandić |

| 28. Juni 2024 20:15 Uhr | Schweiz                                       | 25:30        | Portugal                           | Sportski centar Jane Sandanski 1, Skopje Zuschauer: 93 Schiedsrichter: Am. Gheisarian, Ah. Gheisarian |
| 28. Juni 2024 20:15 Uhr | meiste Tore: Nuria Bucher, Alessia Riner je 5 | (15:13)      | meiste Tore: Constança Sequeira 10 | Sportski centar Jane Sandanski 1, Skopje Zuschauer: 93 Schiedsrichter: Am. Gheisarian, Ah. Gheisarian |
| 28. Juni 2024 20:15 Uhr | Strafen: 4×                                   | Spielbericht | Strafen: 1× 2×                     | Sportski centar Jane Sandanski 1, Skopje Zuschauer: 93 Schiedsrichter: Am. Gheisarian, Ah. Gheisarian |

#### Spiel um Platz 5
| 30. Juni 2024 12:15 Uhr | Schweden                           | 25:26        | Portugal                          | Sportski centar Boris Trajkovski, Skopje Zuschauer: 128 Schiedsrichter: Reyes, Zuñiga |
| 30. Juni 2024 12:15 Uhr | meiste Tore: Michelle Holgersson 5 | (16:13)      | meiste Tore: Constança Sequeira 8 | Sportski centar Boris Trajkovski, Skopje Zuschauer: 128 Schiedsrichter: Reyes, Zuñiga |
| 30. Juni 2024 12:15 Uhr | Strafen: 1×                        | Spielbericht | Strafen: 2×                       | Sportski centar Boris Trajkovski, Skopje Zuschauer: 128 Schiedsrichter: Reyes, Zuñiga |

#### Spiel um Platz 7
| 30. Juni 2024 10:00 Uhr | Island                                | 29:26        | Schweiz                      | Sportski centar Boris Trajkovski, Skopje Zuschauer: 63 Schiedsrichter: García, Paolantoni |
| 30. Juni 2024 10:00 Uhr | meiste Tore: Inga Dís Jóhannsdóttir 7 | (14:12)      | meiste Tore: Alessia Riner 5 | Sportski centar Boris Trajkovski, Skopje Zuschauer: 63 Schiedsrichter: García, Paolantoni |
| 30. Juni 2024 10:00 Uhr | Strafen: 1×                           | Spielbericht | Strafen: 1×                  | Sportski centar Boris Trajkovski, Skopje Zuschauer: 63 Schiedsrichter: García, Paolantoni |

#### Spiele um Platz 9–12
| 27. Juni 2024 13:15 Uhr | Rumänien                        | 32:34        | Deutschland                | Sportski centar Boris Trajkovski, Skopje Zuschauer: 106 Schiedsrichter: Pukšič, Satler |
| 27. Juni 2024 13:15 Uhr | meiste Tore: Diana Lixăndroiu 9 | (16:19)      | meiste Tore: Ida Petzold 6 | Sportski centar Boris Trajkovski, Skopje Zuschauer: 106 Schiedsrichter: Pukšič, Satler |
| 27. Juni 2024 13:15 Uhr | Strafen: 1× 2×                  | Spielbericht | Strafen: 2×                | Sportski centar Boris Trajkovski, Skopje Zuschauer: 106 Schiedsrichter: Pukšič, Satler |

| 27. Juni 2024 15:30 Uhr | Norwegen                    | 42:27        | Montenegro                      | Sportski centar Boris Trajkovski, Skopje Zuschauer: 70 Schiedsrichter: al-Enezi, al-Naseem |
| 27. Juni 2024 15:30 Uhr | meiste Tore: Pia Grønstad 6 | (24:14)      | meiste Tore: Jelena Vukčević 12 | Sportski centar Boris Trajkovski, Skopje Zuschauer: 70 Schiedsrichter: al-Enezi, al-Naseem |
| 27. Juni 2024 15:30 Uhr | Strafen: 1× 4×              | Spielbericht | Strafen: 4× 1×                  | Sportski centar Boris Trajkovski, Skopje Zuschauer: 70 Schiedsrichter: al-Enezi, al-Naseem |

#### Spiel um Platz 9
| 28. Juni 2024 13:30 Uhr | Deutschland                     | 28:18        | Norwegen                                                     | Sportski centar Boris Trajkovski, Skopje Zuschauer: 85 Schiedsrichter: Mitrović, Vešović |
| 28. Juni 2024 13:30 Uhr | meiste Tore: Magdalena Probst 5 | (13:9)       | meiste Tore: Marie Mjøs, Nora Eveline Cecilia Rosenberg je 4 | Sportski centar Boris Trajkovski, Skopje Zuschauer: 85 Schiedsrichter: Mitrović, Vešović |
| 28. Juni 2024 13:30 Uhr | Strafen: 1× 4×                  | Spielbericht | Strafen: 1× 4×                                               | Sportski centar Boris Trajkovski, Skopje Zuschauer: 85 Schiedsrichter: Mitrović, Vešović |

#### Spiel um Platz 11
| 28. Juni 2024 15:45 Uhr | Rumänien                                                   | 42:28        | Montenegro                | Sportski centar Boris Trajkovski, Skopje Zuschauer: 87 Schiedsrichter: Budzák, Záhradník |
| 28. Juni 2024 15:45 Uhr | meiste Tore: Anamaria Mihaela Grigore, Alisia Boiciuc je 6 | (20:12)      | meiste Tore: Sara Burić 7 | Sportski centar Boris Trajkovski, Skopje Zuschauer: 87 Schiedsrichter: Budzák, Záhradník |
| 28. Juni 2024 15:45 Uhr | Strafen: 3×                                                | Spielbericht | Strafen: 1× 4×            | Sportski centar Boris Trajkovski, Skopje Zuschauer: 87 Schiedsrichter: Budzák, Záhradník |

#### Spiele um Platz 13–16
| 27. Juni 2024 13:30 Uhr | Ägypten                            | 25:20        | Volksrepublik China       | Sportski centar Jane Sandanski 1, Skopje Zuschauer: 31 Schiedsrichter: Reyes, Zuñiga |
| 27. Juni 2024 13:30 Uhr | meiste Tore: Mariam Omar Ibrahim 8 | (13:12)      | meiste Tore: Liu Xuedan 6 | Sportski centar Jane Sandanski 1, Skopje Zuschauer: 31 Schiedsrichter: Reyes, Zuñiga |
| 27. Juni 2024 13:30 Uhr | Strafen: 2×                        | Spielbericht | Strafen: 3×               | Sportski centar Jane Sandanski 1, Skopje Zuschauer: 31 Schiedsrichter: Reyes, Zuñiga |

| 27. Juni 2024 15:45 Uhr | Südkorea                | 34:19        | Nordmazedonien                | Sportski centar Jane Sandanski 1, Skopje Zuschauer: 232 Schiedsrichter: R. Thiyagarajah, S. Thiyagarajah |
| 27. Juni 2024 15:45 Uhr | meiste Tore: Kim Ji-a 8 | (17:10)      | meiste Tore: Borjana Koceva 6 | Sportski centar Jane Sandanski 1, Skopje Zuschauer: 232 Schiedsrichter: R. Thiyagarajah, S. Thiyagarajah |
| 27. Juni 2024 15:45 Uhr | Strafen: 1× 2×          | Spielbericht | Strafen: 1× 2×                | Sportski centar Jane Sandanski 1, Skopje Zuschauer: 232 Schiedsrichter: R. Thiyagarajah, S. Thiyagarajah |

#### Spiel um Platz 13
| 28. Juni 2024 13:15 Uhr | Ägypten                             | 29:23        | Südkorea                   | Sportski centar Jane Sandanski 1, Skopje Zuschauer: 60 Schiedsrichter: Pukšič, Satler |
| 28. Juni 2024 13:15 Uhr | meiste Tore: Mariam Omar Ibrahim 11 | (12:11)      | meiste Tore: Jeong Yeonu 5 | Sportski centar Jane Sandanski 1, Skopje Zuschauer: 60 Schiedsrichter: Pukšič, Satler |
| 28. Juni 2024 13:15 Uhr | Strafen: 3×                         | Spielbericht | Strafen: 2×                | Sportski centar Jane Sandanski 1, Skopje Zuschauer: 60 Schiedsrichter: Pukšič, Satler |

#### Spiel um Platz 15
| 28. Juni 2024 15:30 Uhr | Volksrepublik China           | 25:23        | Nordmazedonien                    | Sportski centar Jane Sandanski 1, Skopje Zuschauer: 177 Schiedsrichter: Pagh, Thygesen |
| 28. Juni 2024 15:30 Uhr | meiste Tore: Zhuang Hongyan 6 | (11:12)      | meiste Tore: Emilijana Rizoska 11 | Sportski centar Jane Sandanski 1, Skopje Zuschauer: 177 Schiedsrichter: Pagh, Thygesen |
| 28. Juni 2024 15:30 Uhr | Strafen: 1× 2×                | Spielbericht |                                   | Sportski centar Jane Sandanski 1, Skopje Zuschauer: 177 Schiedsrichter: Pagh, Thygesen |

## President’s Cup
Ergebnisse gegen Vorrundengegner wurden mit in die Hauptrunde genommen. Die Gruppenersten des President’s Cup ermittelten in der Platzierungsrunde die Plätze 17 bis 20, die Gruppenzweiten die Plätze 21 bis 24, die Gruppendritten die Plätze 25 bis 28 und die Gruppenvierten die Plätze 29 bis 32.
Legende

### Gruppe I
| Pl. | Land      | Sp. | S | U | N | Tore     | Diff. | Punkte |
| --- | --------- | --- | - | - | - | -------- | ----- | ------ |
| 1.  | Brasilien | 3   | 3 | 0 | 0 | 084:600  | +24   | 6      |
| 2.  | Tunesien  | 3   | 2 | 0 | 1 | 096:770  | +19   | 4      |
| 3.  | Iran      | 3   | 1 | 0 | 2 | 072:810  | −9    | 2      |
| 4.  | Chile     | 3   | 0 | 0 | 3 | 067:1010 | −34   | 0      |

| 23. Juni 2024 11:45 Uhr | Tunesien                           | 26:23        | Iran                           | Sportski centar Boris Trajkovski, Skopje Zuschauer: 71 Schiedsrichter: Reyes, Zuñiga |
| 23. Juni 2024 11:45 Uhr | meiste Tore: Nour Mariem Dabbabi 8 | (11:9)       | meiste Tore: Fatemeh Merikh 14 | Sportski centar Boris Trajkovski, Skopje Zuschauer: 71 Schiedsrichter: Reyes, Zuñiga |
| 23. Juni 2024 11:45 Uhr | Strafen: 4×                        | Spielbericht | Strafen: 6×                    | Sportski centar Boris Trajkovski, Skopje Zuschauer: 71 Schiedsrichter: Reyes, Zuñiga |

| 23. Juni 2024 14:00 Uhr | Brasilien                     | 28:14        | Chile                        | Sportski centar Boris Trajkovski, Skopje Zuschauer: 46 Schiedsrichter: Bozhinovski, Nachevski |
| 23. Juni 2024 14:00 Uhr | meiste Tore: Livia Oliveira 6 | (11:6)       | meiste Tore: Anaís Larenas 3 | Sportski centar Boris Trajkovski, Skopje Zuschauer: 46 Schiedsrichter: Bozhinovski, Nachevski |
| 23. Juni 2024 14:00 Uhr | Strafen: 1×                   | Spielbericht | Strafen: 4×                  | Sportski centar Boris Trajkovski, Skopje Zuschauer: 46 Schiedsrichter: Bozhinovski, Nachevski |

| 25. Juni 2024 9:00 Uhr | Iran                                     | 27:25        | Chile                            | Sportski centar Boris Trajkovski, Skopje Zuschauer: 35 Schiedsrichter: Carmaux, Mursch |
| 25. Juni 2024 9:00 Uhr | meiste Tore: Nastaran Koudzarifarahani 8 | (12:13)      | meiste Tore: 3 Spielerinnen je 4 | Sportski centar Boris Trajkovski, Skopje Zuschauer: 35 Schiedsrichter: Carmaux, Mursch |
| 25. Juni 2024 9:00 Uhr | Strafen: 2×                              | Spielbericht | Strafen: 2×                      | Sportski centar Boris Trajkovski, Skopje Zuschauer: 35 Schiedsrichter: Carmaux, Mursch |

| 25. Juni 2024 11:15 Uhr | Brasilien                     | 26:24        | Tunesien                          | Sportski centar Boris Trajkovski, Skopje Zuschauer: 52 Schiedsrichter: Pagh, Thygesen |
| 25. Juni 2024 11:15 Uhr | meiste Tore: Lorenna Loyane 6 | (15:9)       | meiste Tore: Mayssa Ben Hassine 7 | Sportski centar Boris Trajkovski, Skopje Zuschauer: 52 Schiedsrichter: Pagh, Thygesen |
| 25. Juni 2024 11:15 Uhr | Strafen: 5×                   | Spielbericht | Strafen: 2×                       | Sportski centar Boris Trajkovski, Skopje Zuschauer: 52 Schiedsrichter: Pagh, Thygesen |

### Gruppe II
| Pl. | Land              | Sp. | S | U | N | Tore     | Diff. | Punkte |
| --- | ----------------- | --- | - | - | - | -------- | ----- | ------ |
| 1.  | Japan             | 3   | 3 | 0 | 0 | 0125:650 | +60   | 6      |
| 2.  | Argentinien       | 3   | 2 | 0 | 1 | 0101:760 | +25   | 4      |
| 3.  | Chinesisch Taipeh | 3   | 1 | 0 | 2 | 089:860  | +3    | 2      |
| 4.  | Mexiko            | 3   | 0 | 0 | 3 | 044:1320 | −88   | 0      |

| 23. Juni 2024 11:45 Uhr | Argentinien               | 27:25        | Chinesisch Taipeh           | Sportski centar Jane Sandanski 1, Skopje Zuschauer: 100 Schiedsrichter: Awwad, Alzayyat |
| 23. Juni 2024 11:45 Uhr | meiste Tore: Sofía Gull 8 | (13:13)      | meiste Tore: Lien Yi-Ling 7 | Sportski centar Jane Sandanski 1, Skopje Zuschauer: 100 Schiedsrichter: Awwad, Alzayyat |
| 23. Juni 2024 11:45 Uhr | Strafen: 3×               | Spielbericht | Strafen: 4×                 | Sportski centar Jane Sandanski 1, Skopje Zuschauer: 100 Schiedsrichter: Awwad, Alzayyat |

| 23. Juni 2024 14:00 Uhr | Japan                      | 47:12        | Mexiko                                                              | Sportski centar Jane Sandanski 1, Skopje Zuschauer: 30 Schiedsrichter: al-Enezi, al-Naseem |
| 23. Juni 2024 14:00 Uhr | meiste Tore: Waka Terada 8 | (25:5)       | meiste Tore: Dahena Yamileth Paz Corral, Ximena Campos Canales je 3 | Sportski centar Jane Sandanski 1, Skopje Zuschauer: 30 Schiedsrichter: al-Enezi, al-Naseem |
| 23. Juni 2024 14:00 Uhr | Strafen: 2×                | Spielbericht |                                                                     | Sportski centar Jane Sandanski 1, Skopje Zuschauer: 30 Schiedsrichter: al-Enezi, al-Naseem |

| 25. Juni 2024 9:00 Uhr | Argentinien                    | 33:35        | Japan                       | Sportski centar Jane Sandanski 1, Skopje Zuschauer: 55 Schiedsrichter: R. Thiyagarajah, S. Thiyagarajah |
| 25. Juni 2024 9:00 Uhr | meiste Tore: Magalí Alfredi 11 | (15:18)      | meiste Tore: Ayaka Sasaki 6 | Sportski centar Jane Sandanski 1, Skopje Zuschauer: 55 Schiedsrichter: R. Thiyagarajah, S. Thiyagarajah |
| 25. Juni 2024 9:00 Uhr | Strafen: 2×                    | Spielbericht | Strafen: 1×                 | Sportski centar Jane Sandanski 1, Skopje Zuschauer: 55 Schiedsrichter: R. Thiyagarajah, S. Thiyagarajah |

| 25. Juni 2024 16:00 Uhr | Mexiko                               | 16:44        | Chinesisch Taipeh            | Sportski centar Jane Sandanski 1, Skopje Zuschauer: 10 Schiedsrichter: Ghofli, Hassanzadeh |
| 25. Juni 2024 16:00 Uhr | meiste Tore: Ximena Campos Canales 4 | (8:17)       | meiste Tore: Chang Ya-Ting 7 | Sportski centar Jane Sandanski 1, Skopje Zuschauer: 10 Schiedsrichter: Ghofli, Hassanzadeh |
| 25. Juni 2024 16:00 Uhr |                                      | Spielbericht | Strafen: 1× 2×               | Sportski centar Jane Sandanski 1, Skopje Zuschauer: 10 Schiedsrichter: Ghofli, Hassanzadeh |

### Gruppe III
| Pl. | Land       | Sp. | S | U | N | Tore     | Diff. | Punkte |
| --- | ---------- | --- | - | - | - | -------- | ----- | ------ |
| 1.  | Spanien    | 3   | 2 | 1 | 0 | 0105:600 | +45   | 5      |
| 2.  | Serbien    | 3   | 2 | 0 | 1 | 073:740  | −1    | 4      |
| 3.  | Tschechien | 3   | 1 | 1 | 1 | 078:750  | +3    | 3      |
| 4.  | Algerien   | 3   | 0 | 0 | 3 | 047:940  | −47   | 0      |

| 24. Juni 2024 11:45 Uhr | Tschechien                      | 26:29        | Serbien                          | Sportski centar Jane Sandanski 1, Skopje Zuschauer: 35 Schiedsrichter: Braseth, Sundet |
| 24. Juni 2024 11:45 Uhr | meiste Tore: Veronika Vávrová 6 | (17:16)      | meiste Tore: Nevena Todorovski 7 | Sportski centar Jane Sandanski 1, Skopje Zuschauer: 35 Schiedsrichter: Braseth, Sundet |
| 24. Juni 2024 11:45 Uhr | Strafen: 5×                     | Spielbericht | Strafen: 5×                      | Sportski centar Jane Sandanski 1, Skopje Zuschauer: 35 Schiedsrichter: Braseth, Sundet |

| 24. Juni 2024 14:00 Uhr | Spanien                      | 44:14        | Algerien                      | Sportski centar Jane Sandanski 1, Skopje Zuschauer: 40 Schiedsrichter: Pukšič, Satler |
| 24. Juni 2024 14:00 Uhr | meiste Tore: Alba Tort Net 7 | (20:6)       | meiste Tore: Hanane Makdoud 6 | Sportski centar Jane Sandanski 1, Skopje Zuschauer: 40 Schiedsrichter: Pukšič, Satler |
| 24. Juni 2024 14:00 Uhr | Strafen: 2×                  | Spielbericht | Strafen: 2×                   | Sportski centar Jane Sandanski 1, Skopje Zuschauer: 40 Schiedsrichter: Pukšič, Satler |

| 25. Juni 2024 11:15 Uhr | Tschechien                             | 29:29        | Spanien                          | Sportski centar Jane Sandanski 2, Skopje Zuschauer: 70 Schiedsrichter: al-Saqer, al-Suqufi |
| 25. Juni 2024 11:15 Uhr | meiste Tore: Simona Schreibmeierová 11 | (19:16)      | meiste Tore: 3 Spielerinnen je 5 | Sportski centar Jane Sandanski 2, Skopje Zuschauer: 70 Schiedsrichter: al-Saqer, al-Suqufi |
| 25. Juni 2024 11:15 Uhr | Strafen: 3×                            | Spielbericht | Strafen: 3×                      | Sportski centar Jane Sandanski 2, Skopje Zuschauer: 70 Schiedsrichter: al-Saqer, al-Suqufi |

| 25. Juni 2024 19:00 Uhr | Algerien                                    | 16:27        | Serbien                        | Sportski centar Jane Sandanski 2, Skopje Zuschauer: 30 Schiedsrichter: Am. Gheisarian, Ah. Gheisarian |
| 25. Juni 2024 19:00 Uhr | meiste Tore: Sanae Naceur, Lyna Yelles je 4 | (9:11)       | meiste Tore: Nataša Ćetković 7 | Sportski centar Jane Sandanski 2, Skopje Zuschauer: 30 Schiedsrichter: Am. Gheisarian, Ah. Gheisarian |
| 25. Juni 2024 19:00 Uhr | Strafen: 3×                                 | Spielbericht | Strafen: 1×                    | Sportski centar Jane Sandanski 2, Skopje Zuschauer: 30 Schiedsrichter: Am. Gheisarian, Ah. Gheisarian |

### Gruppe IV
| Pl. | Land               | Sp. | S | U | N | Tore    | Diff. | Punkte |
| --- | ------------------ | --- | - | - | - | ------- | ----- | ------ |
| 1.  | Angola             | 3   | 3 | 0 | 0 | 090:480 | +42   | 6      |
| 2.  | Guinea             | 3   | 2 | 0 | 1 | 074:660 | +8    | 4      |
| 3.  | Usbekistan         | 3   | 1 | 0 | 2 | 088:980 | −10   | 2      |
| 4.  | Vereinigte Staaten | 3   | 0 | 0 | 3 | 048:880 | −40   | 0      |

| 24. Juni 2024 11:45 Uhr | Guinea                     | 22:15        | Vereinigte Staaten         | Sportski centar Boris Trajkovski, Skopje Zuschauer: 80 Schiedsrichter: al-Saqer, al-Suqufi |
| 24. Juni 2024 11:45 Uhr | meiste Tore: Mama Konate 6 | (11:6)       | meiste Tore: Daisy Licea 5 | Sportski centar Boris Trajkovski, Skopje Zuschauer: 80 Schiedsrichter: al-Saqer, al-Suqufi |
| 24. Juni 2024 11:45 Uhr | Strafen: 2×                | Spielbericht | Strafen: 2×                | Sportski centar Boris Trajkovski, Skopje Zuschauer: 80 Schiedsrichter: al-Saqer, al-Suqufi |

| 24. Juni 2024 14:00 Uhr | Angola                                                       | 43:18        | Usbekistan                       | Sportski centar Boris Trajkovski, Skopje Zuschauer: 43 Schiedsrichter: Ghofli, Hassanzadeh |
| 24. Juni 2024 14:00 Uhr | meiste Tore: Bernardeth Carla Belo, Lurdes Manuel Pedro je 7 | (21:9)       | meiste Tore: Sevinch Erkabaeva 9 | Sportski centar Boris Trajkovski, Skopje Zuschauer: 43 Schiedsrichter: Ghofli, Hassanzadeh |
| 24. Juni 2024 14:00 Uhr | Strafen: 1× 3×                                               | Spielbericht |                                  | Sportski centar Boris Trajkovski, Skopje Zuschauer: 43 Schiedsrichter: Ghofli, Hassanzadeh |

| 25. Juni 2024 10:00 Uhr | Guinea                        | 22:23        | Angola                               | Sportski centar Jane Sandanski 2, Skopje Zuschauer: 30 Schiedsrichter: H. Elsaied, Y. Elsaied |
| 25. Juni 2024 10:00 Uhr | meiste Tore: Mayelie Soumah 7 | (11:8)       | meiste Tore: Bernardeth Carla Belo 7 | Sportski centar Jane Sandanski 2, Skopje Zuschauer: 30 Schiedsrichter: H. Elsaied, Y. Elsaied |
| 25. Juni 2024 10:00 Uhr | Strafen: 1× 5× 1×             | Spielbericht | Strafen: 8× 1×                       | Sportski centar Jane Sandanski 2, Skopje Zuschauer: 30 Schiedsrichter: H. Elsaied, Y. Elsaied |

| 25. Juni 2024 13:00 Uhr | Usbekistan                       | 42:25        | Vereinigte Staaten         | Sportski centar Jane Sandanski 2, Skopje Zuschauer: 20 Schiedsrichter: Soria , Satler |
| 25. Juni 2024 13:00 Uhr | meiste Tore: Sevinch Erkabaeva 9 | (20:14)      | meiste Tore: Eden Nesper 7 | Sportski centar Jane Sandanski 2, Skopje Zuschauer: 20 Schiedsrichter: Soria , Satler |
| 25. Juni 2024 13:00 Uhr | Strafen: 2×                      | Spielbericht | Strafen: 4×                | Sportski centar Jane Sandanski 2, Skopje Zuschauer: 20 Schiedsrichter: Soria , Satler |

### Platzierungsrunde
Sofern die Spiele der Platzierungsrunde am Ende der regulären Spielzeit nicht entschieden sind, erfolgt ein Siebenmeterwerfen.

#### Spiele um Platz 17–20
| 27. Juni 2024 9:00 Uhr | Japan                                        | 27:30        | Angola                                | Sportski centar Jane Sandanski 1, Skopje Zuschauer: 30 Schiedsrichter: Pagh, Thygesen |
| 27. Juni 2024 9:00 Uhr | meiste Tore: Risa Konya, Toko Yamaguchi je 5 | (13:15)      | meiste Tore: Bernardeth Carla Belo 11 | Sportski centar Jane Sandanski 1, Skopje Zuschauer: 30 Schiedsrichter: Pagh, Thygesen |
| 27. Juni 2024 9:00 Uhr | Strafen: 1×                                  | Spielbericht | Strafen: 4×                           | Sportski centar Jane Sandanski 1, Skopje Zuschauer: 30 Schiedsrichter: Pagh, Thygesen |

| 27. Juni 2024 10:30 Uhr | Brasilien                     | 20:33        | Spanien                           | Sportski centar Boris Trajkovski, Skopje Zuschauer: 48 Schiedsrichter: Mitrović, Vešović |
| 27. Juni 2024 10:30 Uhr | meiste Tore: Lorenna Loyane 7 | (14:18)      | meiste Tore: Eider Poles Olucha 8 | Sportski centar Boris Trajkovski, Skopje Zuschauer: 48 Schiedsrichter: Mitrović, Vešović |
| 27. Juni 2024 10:30 Uhr | Strafen: 3×                   | Spielbericht | Strafen: 3×                       | Sportski centar Boris Trajkovski, Skopje Zuschauer: 48 Schiedsrichter: Mitrović, Vešović |

##### Spiel um Platz 17
| 28. Juni 2024 10:30 Uhr | Spanien                        | 24:18        | Angola                                | Sportski centar Boris Trajkovski, Skopje Zuschauer: 74 Schiedsrichter: H. Elsaied, Y. Elsaied |
| 28. Juni 2024 10:30 Uhr | meiste Tore: Ugazi Manterola 5 | (12:10)      | meiste Tore: Bernardeth Carla Belo 12 | Sportski centar Boris Trajkovski, Skopje Zuschauer: 74 Schiedsrichter: H. Elsaied, Y. Elsaied |
| 28. Juni 2024 10:30 Uhr | Strafen: 2× 1×                 | Spielbericht | Strafen: 6×                           | Sportski centar Boris Trajkovski, Skopje Zuschauer: 74 Schiedsrichter: H. Elsaied, Y. Elsaied |

##### Spiel um Platz 19
| 28. Juni 2024 9:00 Uhr | Brasilien                                         | 38:32        | Japan                     | Sportski centar Jane Sandanski 1, Skopje Zuschauer: 30 Schiedsrichter: Praštalo, Balvan |
| 28. Juni 2024 9:00 Uhr | meiste Tore: Júlia Rodrigues, Nathaly Soares je 7 | (23:15)      | meiste Tore: Risa Konya 8 | Sportski centar Jane Sandanski 1, Skopje Zuschauer: 30 Schiedsrichter: Praštalo, Balvan |
| 28. Juni 2024 9:00 Uhr | Strafen: 2×                                       | Spielbericht |                           | Sportski centar Jane Sandanski 1, Skopje Zuschauer: 30 Schiedsrichter: Praštalo, Balvan |

#### Spiele um Platz 21–24
| 27. Juni 2024 9:00 Uhr | Argentinien                  | 31:26        | Guinea                                             | Sportski centar Jane Sandanski 2, Skopje Zuschauer: 62 Schiedsrichter: Am. Gheisarian, Ah. Gheisarian |
| 27. Juni 2024 9:00 Uhr | meiste Tore: Azul Spinelli 7 | (16:12)      | meiste Tore: Mariama Bangoura, Mayelie Soumah je 6 | Sportski centar Jane Sandanski 2, Skopje Zuschauer: 62 Schiedsrichter: Am. Gheisarian, Ah. Gheisarian |
| 27. Juni 2024 9:00 Uhr | Strafen: 2×                  | Spielbericht | Strafen: 3× 1×                                     | Sportski centar Jane Sandanski 2, Skopje Zuschauer: 62 Schiedsrichter: Am. Gheisarian, Ah. Gheisarian |

| 27. Juni 2024 14:30 Uhr | Tunesien                                                  | 26:27        | Serbien                        | Sportski centar Jane Sandanski 1, Skopje Zuschauer: 50 Schiedsrichter: B. Corrêa, R. Corrêa |
| 27. Juni 2024 14:30 Uhr | meiste Tore: Mayssa Ben Hassine, Nour Mariem Dabbabi je 6 | (15:15)      | meiste Tore: Nataša Ćetković 6 | Sportski centar Jane Sandanski 1, Skopje Zuschauer: 50 Schiedsrichter: B. Corrêa, R. Corrêa |
| 27. Juni 2024 14:30 Uhr | Strafen: 1×                                               | Spielbericht | Strafen: 2×                    | Sportski centar Jane Sandanski 1, Skopje Zuschauer: 50 Schiedsrichter: B. Corrêa, R. Corrêa |

##### Spiel um Platz 21
| 28. Juni 2024 11:15 Uhr | Serbien                        | 26:27        | Argentinien               | Sportski centar Jane Sandanski 1, Skopje Zuschauer: 72 Schiedsrichter: Awwad, Alzayyat |
| 28. Juni 2024 11:15 Uhr | meiste Tore: Nataša Ćetković 9 | (11:12)      | meiste Tore: Sofía Gull 8 | Sportski centar Jane Sandanski 1, Skopje Zuschauer: 72 Schiedsrichter: Awwad, Alzayyat |
| 28. Juni 2024 11:15 Uhr | Strafen: 1×                    | Spielbericht | Strafen: 2×               | Sportski centar Jane Sandanski 1, Skopje Zuschauer: 72 Schiedsrichter: Awwad, Alzayyat |

##### Spiel um Platz 23
| 28. Juni 2024 10:30 Uhr | Tunesien                   | 21:22        | Guinea                        | Sportski centar Jane Sandanski 2, Skopje Zuschauer: 30 Schiedsrichter: Ghofli, Hassanzadeh |
| 28. Juni 2024 10:30 Uhr | meiste Tore: Houda Rmiza 6 | (10:10)      | meiste Tore: Mayelie Soumah 6 | Sportski centar Jane Sandanski 2, Skopje Zuschauer: 30 Schiedsrichter: Ghofli, Hassanzadeh |
| 28. Juni 2024 10:30 Uhr | Strafen: 1× 3×             | Spielbericht | Strafen: 3×                   | Sportski centar Jane Sandanski 2, Skopje Zuschauer: 30 Schiedsrichter: Ghofli, Hassanzadeh |

#### Spiele um Platz 25–28
| 27. Juni 2024 11:15 Uhr | Iran                           | 17:29        | Tschechien                            | Sportski centar Jane Sandanski 2, Skopje Zuschauer: 67 Schiedsrichter: Praštalo, Balvan |
| 27. Juni 2024 11:15 Uhr | meiste Tore: Fatemeh Merikhi 9 | (4:16)       | meiste Tore: Simona Schreibmeierová 5 | Sportski centar Jane Sandanski 2, Skopje Zuschauer: 67 Schiedsrichter: Praštalo, Balvan |
| 27. Juni 2024 11:15 Uhr | Strafen: 4×                    | Spielbericht | Strafen: 3×                           | Sportski centar Jane Sandanski 2, Skopje Zuschauer: 67 Schiedsrichter: Praštalo, Balvan |

| 27. Juni 2024 19:40 Uhr | Chinesisch Taipeh                         | 39:32        | Usbekistan                       | Sportski centar Jane Sandanski 2, Skopje Zuschauer: 20 Schiedsrichter: al-Saqer, al-Suqufi |
| 27. Juni 2024 19:40 Uhr | meiste Tore: Lien Yi-Ling, Lin Ching je 8 | (20:13)      | meiste Tore: Sevinch Erkabaeva 9 | Sportski centar Jane Sandanski 2, Skopje Zuschauer: 20 Schiedsrichter: al-Saqer, al-Suqufi |
| 27. Juni 2024 19:40 Uhr | Strafen: 5×                               | Spielbericht | Strafen: 7×                      | Sportski centar Jane Sandanski 2, Skopje Zuschauer: 20 Schiedsrichter: al-Saqer, al-Suqufi |

##### Spiel um Platz 25
| 28. Juni 2024 18:00 Uhr | Tschechien                      | 36:15        | Chinesisch Taipeh        | Sportski centar Jane Sandanski 2, Skopje Zuschauer: 45 Schiedsrichter: al-Enezi, al-Naseem |
| 28. Juni 2024 18:00 Uhr | meiste Tore: Anna Jestříbková 6 | (14:7)       | meiste Tore: Tien Yun-Ju | Sportski centar Jane Sandanski 2, Skopje Zuschauer: 45 Schiedsrichter: al-Enezi, al-Naseem |
| 28. Juni 2024 18:00 Uhr | Strafen: 8× 2×                  | Spielbericht | Strafen: 3× 2×           | Sportski centar Jane Sandanski 2, Skopje Zuschauer: 45 Schiedsrichter: al-Enezi, al-Naseem |

##### Spiel um Platz 27
| 28. Juni 2024 20:30 Uhr | Iran                            | 40:31        | Usbekistan                        | Sportski centar Jane Sandanski 2, Skopje Zuschauer: 23 Schiedsrichter: Reyes , Soria |
| 28. Juni 2024 20:30 Uhr | meiste Tore: Fatemeh Merikhi 14 | (20:16)      | meiste Tore: Sevinch Erkabaeva 12 | Sportski centar Jane Sandanski 2, Skopje Zuschauer: 23 Schiedsrichter: Reyes , Soria |
| 28. Juni 2024 20:30 Uhr | Strafen: 1× 2×                  | Spielbericht | Strafen: 1× 3×                    | Sportski centar Jane Sandanski 2, Skopje Zuschauer: 23 Schiedsrichter: Reyes , Soria |

#### Spiele um Platz 29–32
| 27. Juni 2024 12:00 Uhr | Mexiko                                    | 21:25        | Vereinigte Staaten         | Sportski centar Jane Sandanski 2, Skopje Zuschauer: 40 Schiedsrichter: Awwad, Alzayyat |
| 27. Juni 2024 12:00 Uhr | meiste Tore: Dahena Yamileth Paz Corral 5 | (12:12)      | meiste Tore: Daisy Licea 7 | Sportski centar Jane Sandanski 2, Skopje Zuschauer: 40 Schiedsrichter: Awwad, Alzayyat |
| 27. Juni 2024 12:00 Uhr | Strafen: 3×                               | Spielbericht | Strafen: 1×                | Sportski centar Jane Sandanski 2, Skopje Zuschauer: 40 Schiedsrichter: Awwad, Alzayyat |

| 27. Juni 2024 17:00 Uhr | Chile                         | 34:33 n. S.      | Algerien                   | Sportski centar Jane Sandanski 2, Skopje Zuschauer: 60 Schiedsrichter: Ghofli, Hassanzadeh |
| 27. Juni 2024 17:00 Uhr | meiste Tore: Constanza Paul 8 | (12:16), (25:25) | meiste Tore: Lyna Yelles 7 | Sportski centar Jane Sandanski 2, Skopje Zuschauer: 60 Schiedsrichter: Ghofli, Hassanzadeh |
| 27. Juni 2024 17:00 Uhr | Strafen: 4×                   | Spielbericht     | Strafen: 6×                | Sportski centar Jane Sandanski 2, Skopje Zuschauer: 60 Schiedsrichter: Ghofli, Hassanzadeh |

##### Spiel um Platz 29
| 28. Juni 2024 15:30 Uhr | Chile                          | 33:26        | Vereinigte Staaten         | Sportski centar Jane Sandanski 2, Skopje Zuschauer: 30 Schiedsrichter: al-Saqer, al-Suqufi |
| 28. Juni 2024 15:30 Uhr | meiste Tore: Amanda Riquelme 8 | (18:13)      | meiste Tore: Daisy Licea 6 | Sportski centar Jane Sandanski 2, Skopje Zuschauer: 30 Schiedsrichter: al-Saqer, al-Suqufi |
| 28. Juni 2024 15:30 Uhr | Strafen: 2×                    | Spielbericht | Strafen: 3×                | Sportski centar Jane Sandanski 2, Skopje Zuschauer: 30 Schiedsrichter: al-Saqer, al-Suqufi |

##### Spiel um Platz 31
| 28. Juni 2024 13:00 Uhr | Algerien                      | 24:23 n. S.     | Mexiko                               | Sportski centar Jane Sandanski 2, Skopje Zuschauer: 15 Schiedsrichter: Mikelić, Paradina |
| 28. Juni 2024 13:00 Uhr | meiste Tore: Melissa Chebli 5 | (9:11), (19:19) | meiste Tore: Valeria Virgen Lezama 6 | Sportski centar Jane Sandanski 2, Skopje Zuschauer: 15 Schiedsrichter: Mikelić, Paradina |
| 28. Juni 2024 13:00 Uhr | Strafen: 2×                   | Spielbericht    | Strafen: 5×                          | Sportski centar Jane Sandanski 2, Skopje Zuschauer: 15 Schiedsrichter: Mikelić, Paradina |

## All-Star-Team
Das All-Star-Team besteht aus folgenden Spielerinnen:
| Matilde Marie Vestergaard |            | Lilou Pintat             |                   | Manon Errard |
|                           | Lea Faragó |                          | Alieke van Maurik |              |
|                           |            | Elín Klara Þorkelsdóttir |                   |              |
|                           |            | Klára Zaj                |                   |              |

- Bester Spielerin (Most Valuable Player, MVP): Lylou Borg

## Abschlussplatzierungen
| Rang   | Team                |
| ------ | ------------------- |
| Gold   | Frankreich          |
| Silber | Ungarn              |
| Bronze | Niederlande         |
| 4.     | Dänemark            |
| 5.     | Portugal            |
| 6.     | Schweden            |
| 7.     | Island              |
| 8.     | Schweiz             |
| 9.     | Deutschland         |
| 10.    | Norwegen            |
| 11.    | Rumänien            |
| 12.    | Montenegro          |
| 13.    | Ägypten             |
| 14.    | Südkorea            |
| 15.    | Volksrepublik China |
| 16.    | Nordmazedonien      |
| 17.    | Spanien             |
| 18.    | Angola              |
| 19.    | Brasilien           |
| 20.    | Japan               |
| 21.    | Argentinien         |
| 22.    | Serbien             |
| 23.    | Guinea              |
| 24.    | Tunesien            |
| 25.    | Tschechien          |
| 26.    | Chinesisch Taipeh   |
| 27.    | Iran                |
| 28.    | Usbekistan          |
| 29.    | Chile               |
| 30.    | Vereinigte Staaten  |
| 31.    | Algerien            |
| 32.    | Mexiko              |

## Torschützenliste
| Platz | Spieler                   | Team        | Tore | Spiele |
| ----- | ------------------------- | ----------- | ---- | ------ |
| 1.    | Jelena Vukčević           | Montenegro  | 74   | 7      |
| 2.    | Constança Sequeira        | Portugal    | 62   | 8      |
| 3.    | Bernardeth Carla Belo     | Angola      | 60   | 7      |
| 4.    | Fatemeh Merikhi           | Iran        | 56   | 7      |
| 5.    | Sevinch Erkabaeva         | Usbekistan  | 55   | 7      |
| 6.    | Matilde Marie Vestergaard | Dänemark    | 51   | 8      |
| 7.    | Clara Bang                | Dänemark    | 47   | 8      |
| 8.    | Lilja Ágústsdóttir        | Island      | 45   | 8      |
| 9.    | Mariam Omar Ibrahim       | Ägypten     | 44   | 7      |
| 10.   | Alieke van Maurik         | Niederlande | 42   | 8      |
| 10.   | Sofía Gull                | Argentinien | 42   | 7      |